# Administration de l'Aisne
Le département de l'Aisne, qui fait partie de la région Hauts-de-France dont la capitale régionale est Lille, est subdivisé en cinq arrondissements administratifs, lesquels sont découpés en 21 cantons, encadrant 800 communes.

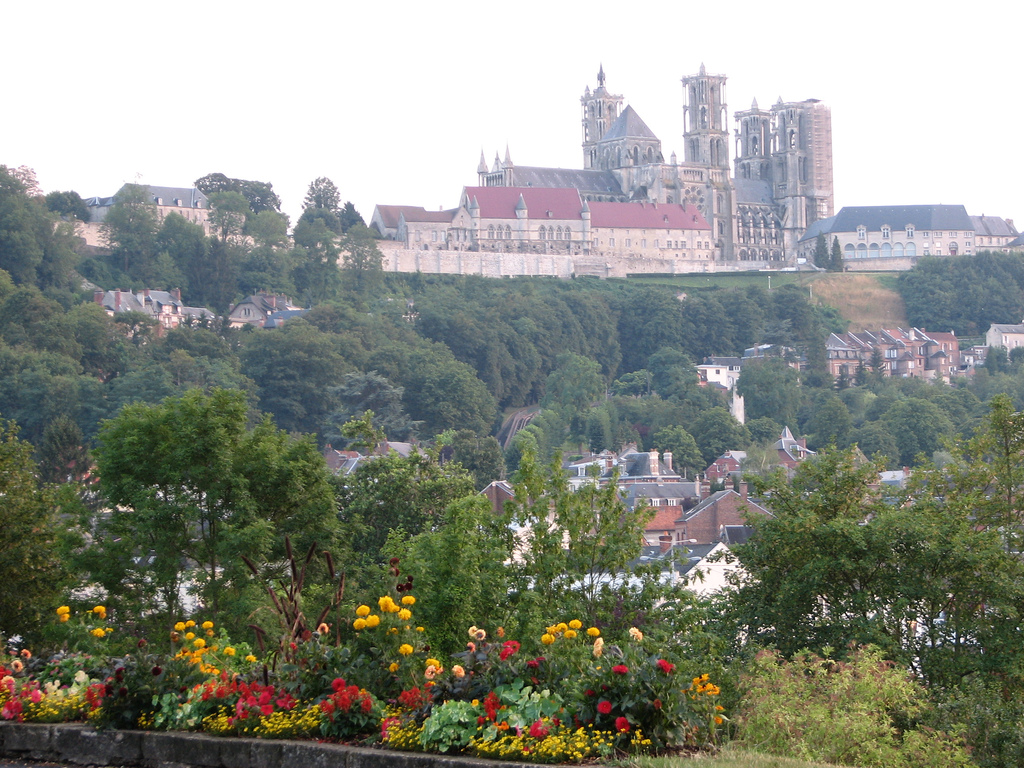
Laon est la préfecture de l'Aisne depuis sa création en 1790.

La préfecture est Laon et les sous-préfectures sont par ordre alphabétique : Château-Thierry, Saint-Quentin, Soissons et Vervins.
Dans le domaine de l'administration territoriale, le département de l'Aisne a, depuis ses origines, subi de nombreux changements, dont celui d’avoir changé de limites départementales depuis sa création, ou encore d’avoir connu des changements de la carte administrative (variation du nombre des communes comme de celui des cantons).
Dans l’Ancien Régime, et tout particulièrement au XVIIIe siècle, l'administration des provinces était devenue si complexe qu'il était devenu pressant de la réorganiser en profondeur.
Le département actuel de l'Aisne est l’héritier d'une des anciennes provinces de la Picardie dont la capitale était Amiens, d'une portion de l'Île-de-France dont la capitale était Paris, d'une portion de la Champagne dont la capitale était Troyes et d'une petite portion des Flandres dont la capitale était Lille.
L'événement historique de la Révolution française avec la chute de la royauté et l'instauration d'une République laïque a contribué à un bouleversement considérable de la carte administrative de la France.
Depuis la loi de décentralisation de 1982, les attributions du conseil départemental de l'Aisne dont le siège départemental est fixé à Laon n'ont cessé de se multiplier et de se renforcer. Les nouvelles formes de gestion administrative de l'espace territorial n'échappent pas à l'Aisne qui est l'un des départements français les plus avancés en termes d'intercommunalités. En Hauts-de-France, il compte derrière l'Oise le deuxième plus grand nombre de structures intercommunales de la région avec le département du Nord.

## Historique: les origines et les causes
Dans l'Ancien Régime et tout particulièrement au XVIIIe siècle, l'administration des provinces était devenue si complexe qu'il était devenu pressant de la réorganiser en profondeur. L'événement historique de la Révolution française avec la chute de la royauté et l'instauration d'une République laïque bouleversa considérablement la carte administrative de la France.
Pendant l'Ancien Régime, le roi se faisait représenter dans ses nombreuses provinces, aux dimensions fort inégales, par un intendant qui avait la charge d’une circonscription portant le nom de généralité. Mais avec la centralisation du pouvoir monarchique absolu, l'administration des provinces était devenue particulièrement complexe, notamment au XVIIIe siècle.
Tout d’abord, au XVIIIe siècle, la généralité de Soissons incluait l’ensemble du département actuel sauf l'élection de Saint-Quentin qui relevait de celle d'Amiens.

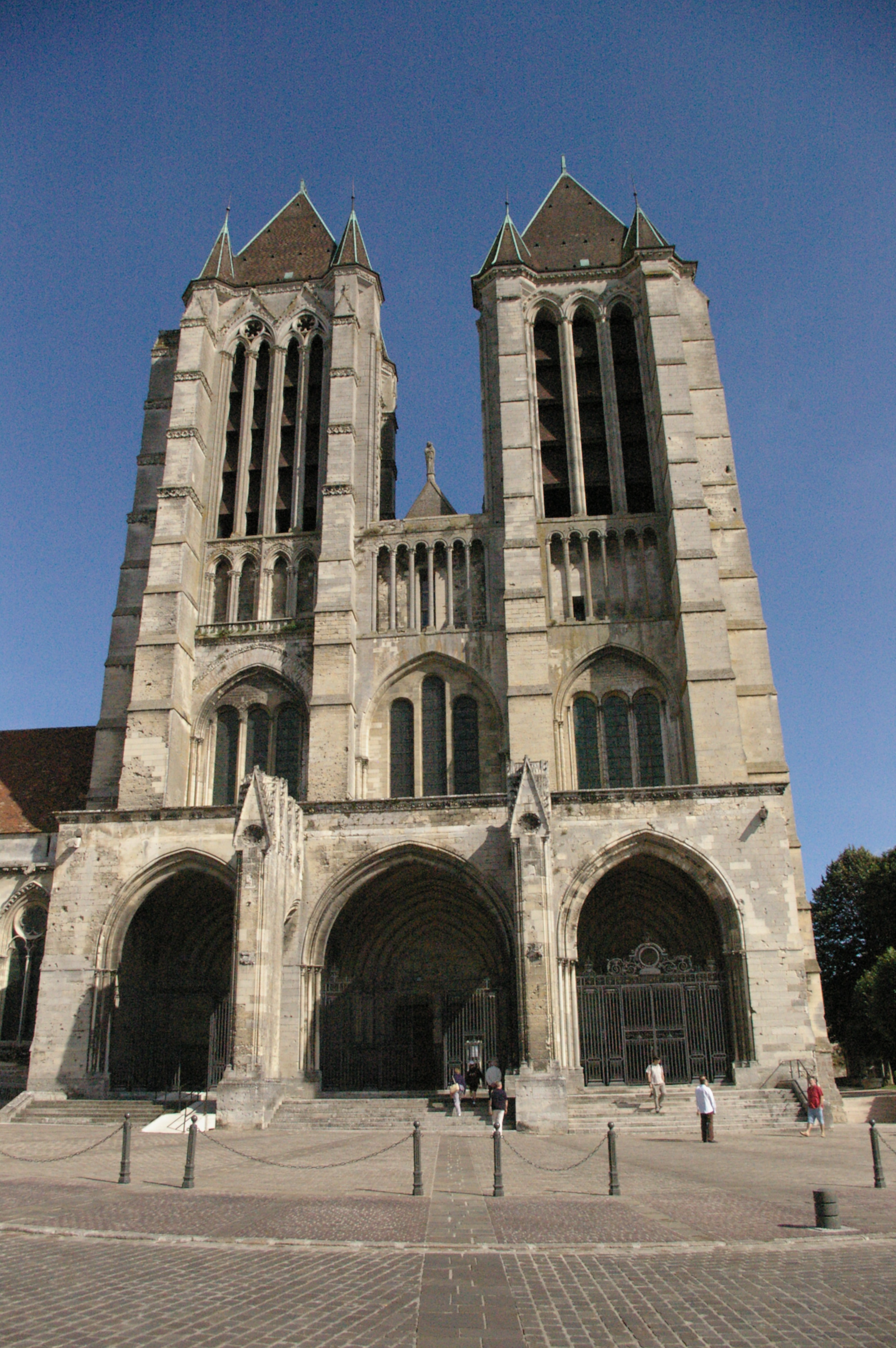
Dans l'Ancien Régime, Noyon appartenait à l'ancienne province de l'Île-de-France et était l'une des élections de la Généralité de Soissons.

En 1595, une généralité est établie à Soissons par démembrement de celle de Paris, de Châlons et d'Amiens et gérée par un intendant,. Son pouvoir s’étendait sur l'ensemble de l'Aisne actuel. La généralité de Soissons se subdivisait alors en sept élections : Château-Thierry, Clermont-en-Beauvaisis, Crépy-en-Valois, Guise, Laon, Noyon et Soissons. La fonction d’intendant comprenait la justice, la police et les finances. La justice était en fait du seul ressort du Parlement de Paris qui étendait son influence judiciaire sur l'ensemble de l'Aisne actuel en cas d'appel des décisions des juridictions royales inférieures.
En termes de bailliage, le département dans ces limites actuelles était divisé en dix bailliages : Château-Thierry, Chauny, Coucy, La Fère, Guise, Laon, Marle, Saint-Quentin, Soissons et Villers-Cotterêts. Certes, elles étaient des circonscriptions judiciaires où on rendait la justice du roi mais sous l'Ancien Régime, elles avaient perdu de leurs importances par rapport à la généralité.
Quant à l'administration militaire, trois gouvernements généraux se partageaient le département dans ces limites actuelles: Picardie dont le siège était à Amiens, Île-de-France dont le siège était à Paris, et Champagne dont le siège était à Reims,,.
Quant à l’administration religieuse, quatre diocèses se partageaient l'Aisne d'aujourd'hui : Cambrai, Laon, Noyon et Soissons.
La Révolution française mit fin à cet enchevêtrement des pouvoirs administratifs, judiciaires, de la police et même religieux. Pendant la Révolution, l’Assemblée constituante décida une réorganisation administrative complète qui lui permettait d’enlever au roi une partie de ses moyens d’action et de constituer des circonscriptions électorales.
La création des départements correspondait au besoin de simplifier l'organisation territoriale de la France et de rendre l'administration plus proche de la population. Pour ce faire, le comité de constitution de l’Assemblée constituante s’adjoignit les députés qui se réunirent par province en novembre 1789, à Paris. Ces derniers élaborèrent la loi du 22 décembre 1789 instituant la création des départements.
Le 13 janvier 1790, la France est donc divisée en 83 départements, eux-mêmes partagés en districts, lesquels sont subdivisés en cantons. Ces départements devaient avoir en moyenne 350 lieues carrées pour être formés – c’est-à-dire 6 000 km2 – et tout habitant devait pouvoir se rendre au chef-lieu de son département à cheval en une journée.

## Création du département de l'Aisne

### Historique de la création du département

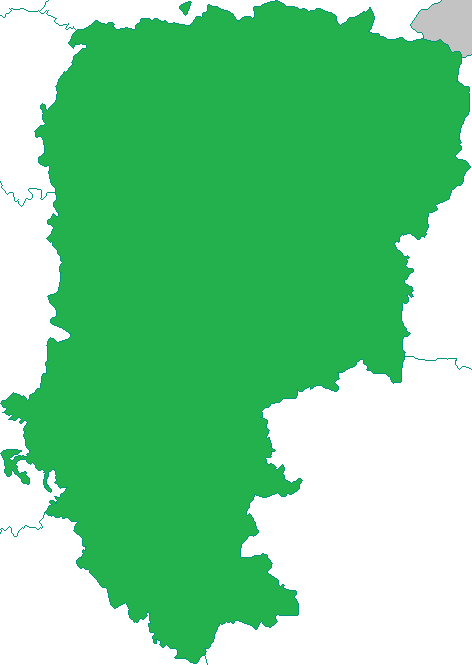
Limites départementales de l'Aisne entre 1790 et 1799.

À la suite de la décision de l'Assemblée nationale constituante de supprimer les anciennes limites territoriales des juridictions de l'Ancien Régime en septembre 1789, une commission nommée Comité de constitution est mise en place avec Thouret comme rapporteur et président, l’abbé Sièyes, Target, Démeunier, Rabaud Saint-Étienne, Talleyrand-Périgord, Lally-Tollendal et Le Chapelier comme membres.
Ce comité présente à l'Assemblée nationale constituante, le 29 septembre 1789, un projet de découpage du territoire en 80 départements découpés de manière géométrique. Avec le début des débats le 3 novembre 1789, ce projet suscite une opposition de partisans sur le respect des frontières provinciales, unis autour de Mirabeau. Celui-ci présente d'ailleurs un contre-projet,. Avec ces débats et les discussions, le rapporteur Thouret présente un nouveau projet de découpage en tenant compte des observations dont les frontières des provinces. Le principe d'un nouveau découpage du royaume est adopté le 11 novembre 1789.
Le projet de Thouret prévoit finalement 80 départements, dont un département formé de la Haute-Picardie et de la partie nord-est de l'Île-de-France et centré sur Laon, et un autre département formé de la partie occidentale de la Champagne, avec deux portions d'Île-de-France, l'une au sud-ouest, et l'autre au nord. Le comité de constitution doit maintenant se charger de fixer les limites des nouvelles subdivisions principales du territoire et quatre commissaires sont choisis le 30 novembre 1789 par l'Assemblée nationale constituante pour intégrer le comité afin de fixer les limites des nouvelles divisions du royaume et d'écouter le souhait des localités par rapport au projet.
Le premier département aurait ainsi compris la partie orientale de la province de Picardie avec le Vermandois et la Thiérache et une portion du Nord-Est de l’Île-de-France. Ce département était centré sur Laon qui aurait revendiqué le titre de chef-lieu. Ce département aurait inclus Soissons qui se serait retrouvée proche de la bordure du département, mais celle-ci veut un département composé de son ancienne généralité avec des rectifications de limite départementale et centré autour d'elle. Elle aurait privé alors Laon du titre de chef-lieu du département.
Le deuxième département aurait été composé d'une partie de la province de Champagne avec la Brie dont un des projets de découpage en département prévoyait de lui donner un département. Château-Thierry aurait pu alors revendiquer le titre de chef-lieu de ce département. Ce nouveau territoire aurait inclus aussi Coulommiers, Meaux et Provins. Ces trois villes rivales voulaient obtenir le titre de chef-lieu.
Face à cette querelle entre Laon et Soissons, les députés et les représentants des bailliages concernées par ce découpage décident d'adopter le 10 décembre 1789, le plan où Laon était le centre d'un département avec un territoire plus étendu au sud, mais elle donna la possibilité de modifier les limites départementales à l'Assemblée nationale constituante. Ce choix du projet mécontente Laon qui conteste cette extension au sud et demande le maintien du projet initial avec extension à l'ouest et l'inclusion de Noyon dans ce territoire. La commune de Soissons est réjouie de cette décision. La commune de Château-Thierry, déçue, finit par se rallier à ce plan et se rallie dans la volonté de Soissons de devenir chef-lieu du département.
Dans le même temps, avec l'adoption du découpage du 10 décembre 1789, Melun est désormais incluse dans le département regroupant Meaux, Coulommiers et Provins. Une rivalité s'installe surtout entre Meaux et Melun pour devenir chef-lieu du département. Meaux souhaite d'ailleurs la réintégration de Château-Thierry dans le département afin d'obtenir le titre de chef-lieu, mais Château-Thierry maintient son soutien au plan adopté.
Après des discussions autour du plan adopté le 10 décembre 1789, les députés, les représentants des bailliages et des villes concernés, acceptent définitivement la création du département le 4 janvier 1790 et l'adoption provisoire de ces limites départementales, même si des tensions entre Laon et Soissons demeurent autour des délimitations de ce territoire. L'Assemblée nationale constituante ratifie le 15 janvier 1790 cette décision et publie le décret de création du département de Soissons et Laon ou du Vermandois-et-Soissonnais.
Après le décret créant le département, des discussions ont lieu sur la fixation définitive des délimitations des départements entre les représentants des nouveaux départements à l'Assemblée nationale constituante entre le 15 janvier 1790 et le 17 février 1790, date du procès-verbal fixant définitivement les limites du département de « Laon et Soissons ».
Ce département comprend :
- une portion du nord-est de l'ancienne province de l’Île-de-France;
- une partie est de la province de Picardie, représenté par le Vermandois et la Thiérache;
- une partie de la province de Champagne avec la Brie.
- une portion de l'ancienne province des Flandres incluant Le Sart, Molain, Fontenelle, Prémont, Serain, Aubencheul-aux-Bois et une partie de Vendhuile

Le décret du 26 février 1790 fixe le nom définitif du département. Il est dénommé Aisne, en référence au cours inférieur de l'Aisne qui est un affluent de l'Oise et, surtout, en vue d'effacer toute allusion possible aux noms des provinces qui le constituaient, ces dernières perpétuant le souvenir de l'ancien régime monarchique. Après la fixation du nom, le même jour, un décret d'application du nouveau découpage est adopté par l'Assemblée nationale constituante. L'existence du département de l'Aisne prend effet le 4 mars 1790 avec la publication des lettres patentes du roi.
Le décret du 26 janvier 1790 convoque les représentants du nouveau département à se réunir à Chauny afin de fixer le chef-lieu du département entre Laon et Soissons en raison de la rivalité des deux villes. Entre le décret du 15 janvier créant le département et celui du 26 janvier, les représentants du nouveau département à l'ensemble n'ont pas réussi à choisir entre les deux villes. L'assemblée primaire de Chauny se réunit donc du 16 au 27 mai 1790. Après des discussions houleuses, Laon s’impose après un vote comme le chef-lieu administratif de l'Aisne face à Soissons le 20 mai 1790 qui reçoit postérieurement en compensation l'évêché constitutionnel du département avec la Constitution civile du clergé. Cette décision, contestée par des représentants du sud du département soutenant Soissons, est approuvée par l'Assemblée nationale constituante le 2 juin 1790.

### Les six anciens districts lors de la Constituante de 1790

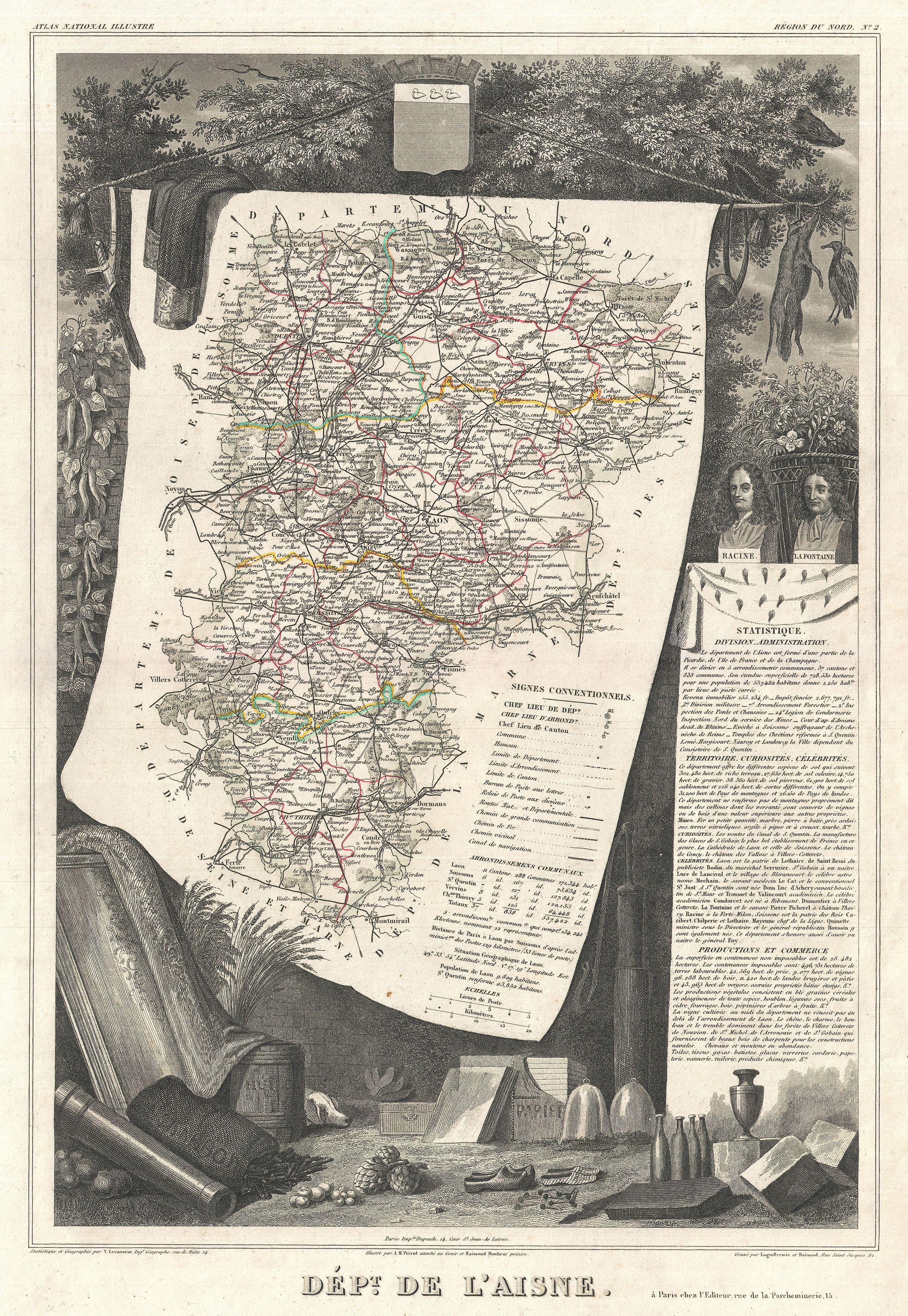
Carte de l'Aisne.

Pendant la fixation des limites du nouveau département de Laon et Soissons entre décembre 1789 et février 1790, les représentants de cette nouvelle entité discutent également de la fixation du nombre et des limites des districts du département. Château-Thierry, Laon, Saint-Quentin et Soissons sont assurées d'être chef-lieu d'un district, mais des villes comme La Ferté-Milon, Guise, Marle, Vervins et Villers-Cotterêts souhaitent également être chefs-lieux d'un district et ces villes envoient des représentants pour soutenir leur revendication après l'adoption du découpage du 10 décembre 1789. Le 25 décembre 1789, les députés de l'Assemblée nationale constituante du futur département se réunissent et décident de fixer le nombre à cinq districts et les chefs-lieux seraient Château-Thierry, Guise, Laon, Saint-Quentin et Soissons. Une réunion a lieu cependant, le lendemain, et le nombre de districts est porté à huit avec Vervins, Chauny ou Coucy-le-Château ou La Fère et La Ferté-Milon ou Villers-Cotterêts comme chefs-lieux de ces trois districts supplémentaires. Une opposition a désormais lieu début janvier 1790 entre les représentants du nouveau département à l'Assemblée nationale constituante sur le nombre de districts. Les députés de département de Laon et Soissons se revoient à nouveau le 18 janvier 1790 et fixent définitivement le nombre de districts à six pour ce département après le rejet de motions à huit puis à sept districts. Le décret du 26 janvier 1790 officialise définitivement la subdivision en six districts du département de Laon et Soissons.
Après la fixation du nombre des districts, les députés du département de Laon et Soissons fixent le découpage et les chefs-lieux de districts lors de réunions du 27 au 30 janvier et du 1er février 1790. Le décret du 6 février 1790 officialise le découpage des six districts avec Château-Thierry, Laon, Saint-Quentin et Soissons comme chefs-lieux d'un district, mais deux chefs-lieux districts restent à déterminer, l'un regroupe Guise et Vervins et l'autre incorpore Chauny, Coucy-le-Château et La Fère. Comme pour la fixation du chef-lieu du département entre Laon et Soissons, une assemblée primaire doit se réunir dans les deux districts après la mise en place effective du département pour fixer les chefs-lieux. L'assemblée primaire du département ayant lieu à Chauny du 16 au 27 mai 1790, des réunions ont lieu en marge entre les représentants du district de Chauny, Coucy-le-Château et La Fère. Ils décident le 26 mai 1790 de fixer le chef-lieu de ce district à Chauny sur un statu quo, mais Coucy-le-Château reçoit le tribunal du district. La décision est officialisée par décret de l'Assemblée nationale constituante du 19 août 1790.
Pour le district de Guise et Vervins, la situation s'avère plus conflictuelle. L'assemblée primaire du district se réunit à Guise dès le 4 juin 1790. Après des échanges et des débats, elle décide de fixer le 7 juin 1790 le chef-lieu à Vervins après un vote serré avec 70 voix pour Vervins et 60 pour Guise. À l'annonce du résultat, la foule extérieure, surtout Guisarde, proteste fermement contre les résultats, la séance est interrompue et les représentants du district repartent chez eux. La ville de Guise décide le jour même au soir d'une nouvelle réunion sur ce sujet pour le lendemain. Lors de cette nouvelle réunion, Guise est finalement choisie par 62 voix contre 2 pour Vervins avec moins de représentants que la veille. Cette séance est à nouveau interrompue à cause de la venue d'une foule armée venant de Vervins allant vers Guise. À la suite de ces événements, les débats ne reprennent pas et l'Assemblée nationale constituante, ayant été informée, décide le 16 juin 1790 de fixer une nouvelle assemblée à Marle, déclare Vervins comme chef-lieu de district et nulles les délibérations de la séance du 8 juin. L'assemblée du district réunie à Marle du 6 au 7 juillet 1790 fixe le tribunal du district à Vervins et demande un septième district pour Guise, une proposition appuyée le 10 juillet 1790 par l'assemblée départementale afin d'apaiser la situation. L'Assemblée nationale décide finalement le 19 août 1790 de confirmer que le chef-lieu du district est à Vervins, mais le tribunal est installé à Guise.
Six districts sont, pour résumer, délimités en 1790 : Laon est le chef-lieu du département ; Chauny, Château-Thierry, Saint-Quentin, Soissons et Vervins deviennent des chefs-lieux de district.
Ces chefs-lieux de district reçoivent donc des sièges de juridiction sauf Chauny et Vervins au profit de Coucy-le-Château et Guise. Laon est également choisie pour être le chef-lieu judiciaire du département, fonction qu’elle a toujours gardée.
Pour les cantons, les députés du futur département de Laon et Soissons décident rapidement de fixer leur nombre à 63 cantons dans le courant du début de février 1790. Elle est officialisée le 18 février 1790 dans le procès-verbal du Comité de Constitution sur la création du département de l'Aisne.
Le découpage administratif de l'Aisne en 1790 était le suivant : 6 districts et 63 cantons.
La répartition était la suivante :
- Laon administrait 14 cantons : Beaurieux, Bruyères[Note 3], Chevregny, Craonne, Crécy-sur-Serre, Crépy, Marle, Montcornet, Neufchâtel, Liesse[Note 4], Roucy, Rozoy[Note 5], Sissonne et le canton du chef-lieu de district de Laon.
- Chauny administrait 7 cantons : Anizy, Blérancourt, Coucy-le-Château[Note 6], Genlis[Note 7], La Fère et Saint-Gobain et le canton du chef-lieu de district de Chauny.
- Château-Thierry administrait 13 cantons : Charly[Note 8], Chézy-l'Abbaye[Note 9], Coincy, Condé[Note 10], Coulonges[Note 11], Fère-en-Tardenois, Gandelu, La Ferté-Milon, Mont-Saint-Père, Neuilly-Saint-Front, Orbais[Note 12] et Viels-Maisons et le canton du chef-lieu de district de Château-Thierry.
- Saint-Quentin administrait 8 cantons : Bohain[Note 13], Fonsommes, Le Catelet, Moÿ[Note 14], Ribemont, Saint-Simon et Vermand et le canton du chef-lieu de district de Saint-Quentin.
- Soissons administrait 10 cantons : Acy, Bazoches, Braisne[Note 15], Bucy[Note 16], Cœuvres[Note 17], Oulchy-le-Château, Vailly[Note 18], Vic-sur-Aisne et Villers-Cotterêts et le canton du chef-lieu de district de Soissons.
- Vervins administrait 10 cantons : Aubenton, Guise, Hirson, La Capelle, Marly[Note 19], Le Nouvion[Note 20], Plomion, Sains[Note 21], Vervins et Wassigny et le canton du chef-lieu de district de Vervins.

### Création de deux nouveaux cantons et modification des limites départementales

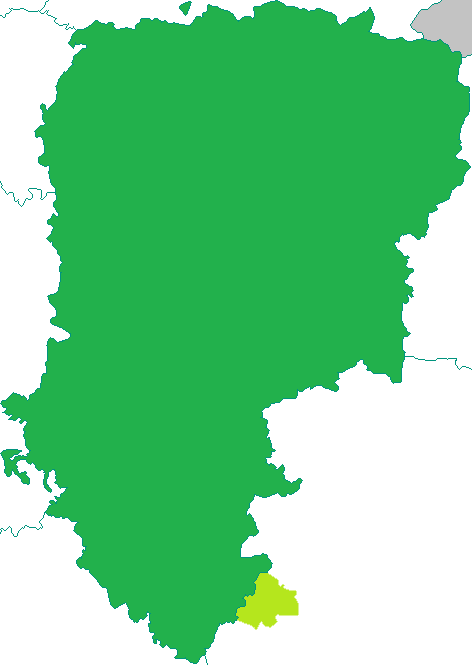
Cession du canton d'Orbais de l'Aisne au département de la Marne le 18 nivôse de l'an VII (7 janvier 1799)

Avec la mise en application de la structure administrative du département de l'Aisne, des réclamations sont demandées à l'assemblée départementale afin de passer au Comité de constitution à l'Assemblée nationale constituante. La commune d'Aubenton réclame dès la fin de l'année 1790 la création d'un nouveau district à son profit pour être rattachée plus tard au département des Ardennes. Neufchâtel souhaite aussi à la même époque son rattachement au département de la Marne. Guise demande d'établir un septième district pour être le chef-lieu comme l'assemblée du district à Marle en juillet 1790 a émis ce souhait, qui est aussi soutenu par l'assemblée départementale. Ces réclamations n'aboutissent pas à la suite du refus de l'Assemblée nationale constituante et elle décrète le maintien des structures administratives le 14 juin 1791.
À la fin de l'année 1790, le nombre des cantons de l'Aisne est passé d'ailleurs à 65 au lieu des 63 cantons créés au début de l'année, même si d'autres projets de remaniement des cantons ont été proposées, ils n'ont pas été évalués par l'assemblée départementales. Le canton de Laon est divisé d'abord en deux parties pour créer le canton de Mons-en-Laonnois. Ce nouveau canton regroupe toutes les communes rurales du canton de Laon sauf Laon qui forme toujours ainsi un canton urbain. Le canton de Soissons est scindé en deux parties avec un canton rural, incorporant toutes les communes rurales du canton de Soissons et un canton urbain, composé uniquement de la commune de Soissons. Ces deux nouveaux cantons conservent Soissons comme chef-lieu. Ce nouveau canton comporte toutes les communes rurales du canton de Soissons sauf la ville de Soissons qui forme toujours un canton urbain. À une date inconnue, le chef-lieu du canton de Buzancy est déplacé à Septmont d'où le changement de dénomination du canton de Buzancy en canton de Septmont.
En 1795, la Constitution de l'An III (22 août 1795), fondant le Directoire, supprime les districts et introduit la notion de municipalité de canton dans les cantons,. En 1797, le Directoire souhaite réduire le nombre de ses cantons dans les départements et le ministère de l'Intérieur envoie une circulaire le 7 frimaire de l'an VI (27 novembre 1797) afin d'établir cette réduction et les corrections à apporter aux cantons. Un projet est proposé le 17 nivôse de l'an VII (6 janvier 1798) pour réduire le nombre de cantons de 65 à 27 cantons, dont 24 cantons ruraux et 3 cantons urbains en 1798, mais cette proposition, soutenue par le Directoire, est refusé le 3 frimaire de l'an VII (23 novembre 1798) par le Conseil des Cinq-Cents.
Le Directoire étudie aussi la création d'un département dénommé la Marne-Inférieure dès l'an IV (1795). Celui-ci serait formé aux dépens de l'Oise, de l'Aisne et de la Seine-et-Marne. Elle inclurait les anciens districts de Château-Thierry, de Crépy-en-Valois, de Meaux, et de Senlis avec Meaux pour chef-lieu. On propose aussi de détacher des cantons des anciens districts voisins. Il s’agit de remanier l'organisation administrative de la région mais le projet est abandonné face à sa complexité et à l'inertie des administrations locales.
Les habitants du canton d'Orbais réclament le 11 frimaire de l'an VI (1er décembre 1797) le rattachement de leur canton au département de la Marne dans une pétition. Cette pétition arrive devant l'administration départementale qui l'accepte mais elle réclama en contrepartie le canton de Fismes qui serait rattaché au département. Cette demande aboutit à l'administration départementale de la Marne qui accepte la demande du canton d'Orbais mais elle refuse la cession du canton de Fismes en contrepartie au département de l'Aisne, car la municipalité du canton refuse cette requête. Le ministère de l'Intérieur et le Directoire décidèrent dès lors de rattacher le canton d'Orbais à la Marne et de refuser la demande de compensation demandé par l'Aisne. La loi du 18 nivôse de l'an VII (7 janvier 1799) distrait le canton d'Orbais à l'Aisne pour être rattaché à la Marne. Le nombre des cantons du département de l'Aisne passe de 65 à 64 cantons.

### Les cinq arrondissements lors du Consulat
Le découpage administratif, tel qu’il est établi à la Constituante de 1790, n'est pas définitif.
Au début du Consulat, instauré et dominé par Napoléon Bonaparte, une profonde réorganisation de la carte administrative de la France est en effet engagée. Les lois du 28 pluviôse de l'an VIII (17 février 1800), du 18 pluviôse de l'an IX (7 février 1801) et l’arrêté du 7 fructidor de l'an IX (27 août 1801) contribuèrent à de profonds changements qui eurent des répercussions sensibles sur la géographie administrative du département.
La loi du 28 pluviôse an VIII (17 février 1800) crée les arrondissements, une nouvelle structure remplaçant les districts supprimées par la constitution de l'an III (22 août 1795). L'Aisne est désormais subdivisée en cinq arrondissements avec Château-Thierry, Laon, Saint-Quentin, Soissons et Vervins pour chefs-lieux. L'ancien district de Chauny est le seul des six districts créés en 1790 à être supprimé par cette refonte territoriale et les sept cantons de ce district sont rattachés à l'arrondissement de Laon qui compte également quinze cantons. Avec la création des arrondissements, le préfet représente le pouvoir central et le nouvel ordre public dans le département. Il est assisté de sous-préfets dans les arrondissements. La préfecture est installée à Laon qui demeure chef-lieu du département. Château-Thierry, Saint-Quentin, Soissons et Vervins occupent le rang de sous-préfectures. Les 64 cantons existants sont maintenant les subdivisions des cinq arrondissements créés.
Avec la création des arrondissements, le Consulat amorce une refonte de la carte cantonale, une réforme souhaitée déjà depuis le Directoire. L'arrêté du 3 vendémiaire de l'an X (25 septembre 1801) entraîne une refonte des cantons du département. Le nombre de cantons passe de 64 à 37 et il reste inchangé jusqu'en 1973

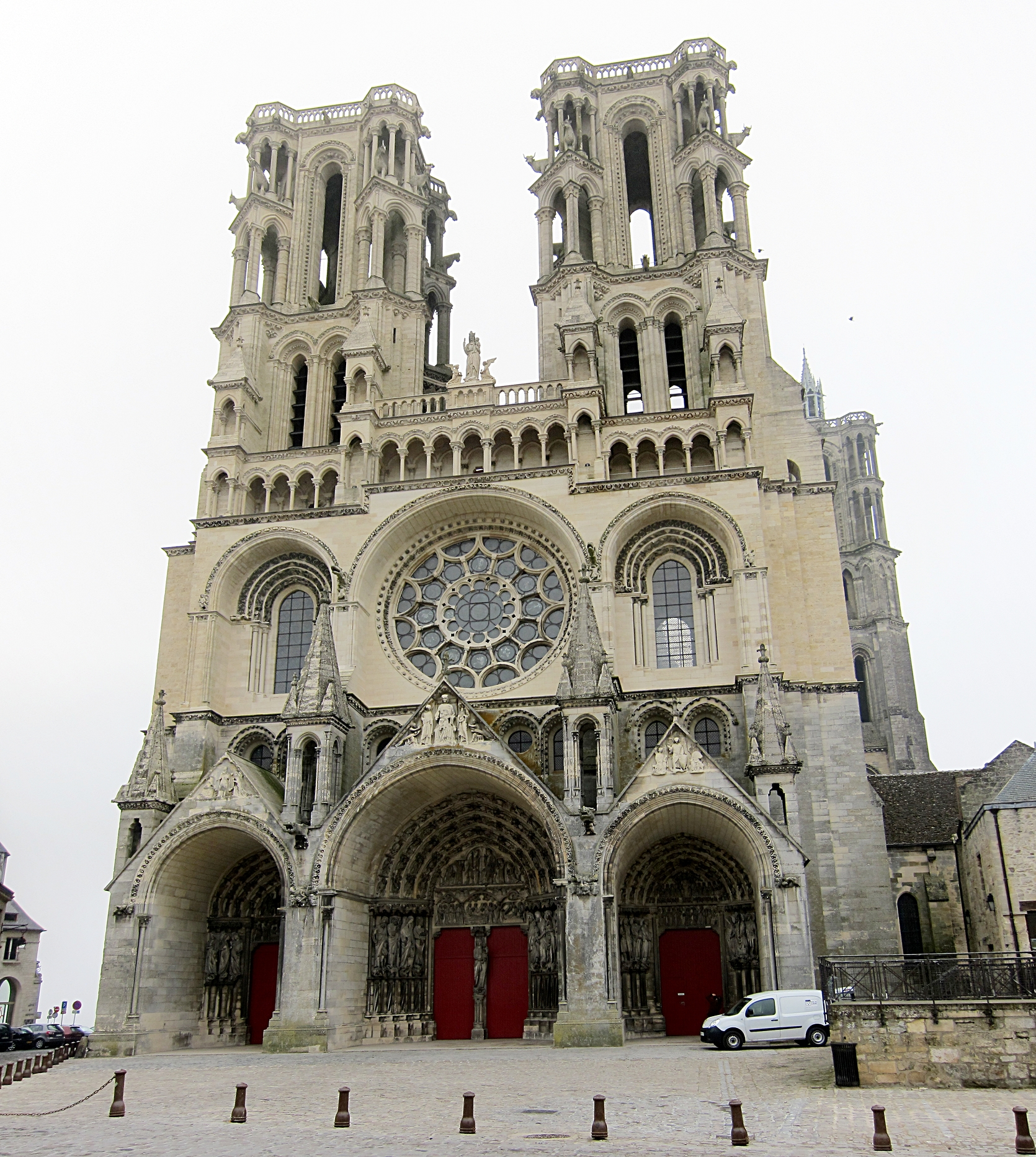
La cathédrale Notre-Dame de Laon. Cette ville est restée préfecture en 1800.

Tout d'abord, l'arrondissement de Laon compte 11 cantons.
- Parmi les anciens cantons du district de Chauny, le canton de Genlis est d'abord intégré au canton de Chauny qui n’en forme plus qu’un seul, de même le canton de Blérancourt est inclus dans celui de Coucy-le-Château, ainsi que celui de Saint-Gobain dans celui de La Fère.
- Ensuite, parmi les cantons de l'ancien district de Laon, les cantons de Bruyères-et-Montbérault, de Crépy et de Mons-en-Laonnois sont absorbés par le canton de Laon qui n'en forma qu'un seul. Le canton de Roucy fusionne avec celui de canton de Neufchâtel-sur-Aisne; de même pour celui de Beaurieux dans le canton de Craonne. Le canton de Montcornet absorbe le canton de Rozoy-sur-Serre; le canton de Chevregny est inclus dans celui d'Anizy qui appartenait à l'ancien district de Chauny. Le canton de Sissonne absorbe celui de Liesse
- Les cantons d'Anizy-le-Château, de Chauny, de Coucy-le-Château, de Craonne, de Crécy-sur-Serre, de La Fère, de Laon, de Marle, de Neufchâtel-sur-Aisne, de Montcornet[Note 24] et le canton de Sissonne sont remaniés.
- Bruyères-et-Montbérault, Beaurieux, Blérancourt, Crépy, Chevregny, Genlis, Liesse, Mons-en-Laonnois, Roucy, Rozoy-sur-Serre[Note 24] et Saint-Gobain perdent leur fonction de chef-lieu de canton et furent reléguées au simple rang de commune.
- Enfin, cet arrondissement nouvellement formé de 11 cantons n'a pas subi de changement dans le nombre de cantons par la suite jusqu'en 1973.

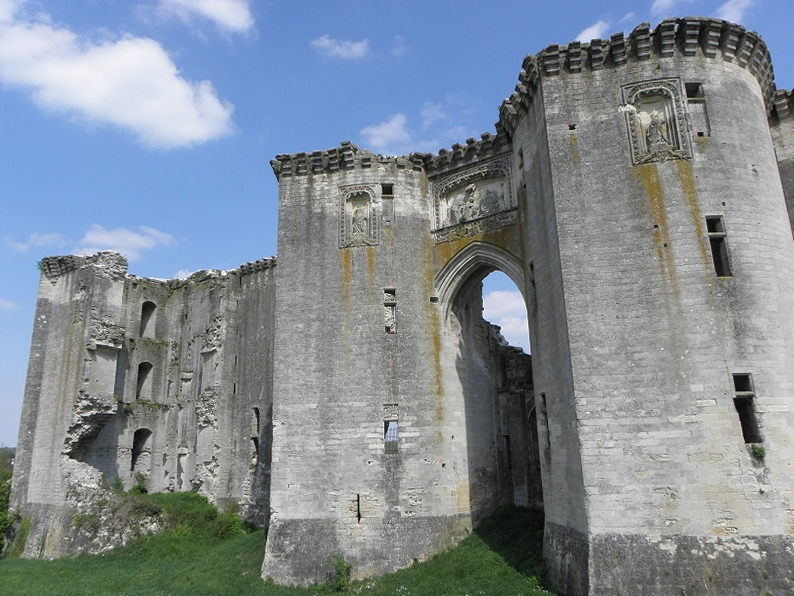
La Ferté-Milon fut un ancien chef-lieu de canton jusqu'en 1800.

L'arrondissement de Château-Thierry rassemble désormais 5 cantons. Les remaniements ont été les suivants :
- Les cantons de canton de Chézy-sur-Marne, de Château-Thierry, de Condé-en-Brie, de Fère-en-Tardenois et de Neuilly-Saint-Front sont remodelés.
- Le canton de Coulonges est absorbé par celui de Fère-en-Tardenois, celui de La Ferté-Milon par le canton de Neuilly-Saint-Front, et celui de Charly[Note 25] par le canton de Chézy-sur-Marne.
- Les cantons de Coincy, de Gandelu, de Mont-Saint-Père et de Viels-Maisons sont supprimés et leurs communes réparties entre les canton de Chézy-sur-Marne, de Château-Thierry, de Condé-en-Brie, de Fère-en-Tardenois et de Neuilly-Saint-Front.
- Charly[Note 25], Coulonges, Coincy, Gandelu, La Ferté-Milon, Mont-Saint-Père et Viels-Maisons perdirent leur fonction de chef-lieu de canton et sont reléguées au simple rang de commune.
- Enfin, cet arrondissement formé de 5 cantons n'a pas subi de changement dans le nombre de cantons par la suite jusqu'au redécoupage des cantons en 2014 et effectif pour 2015[Note 26].

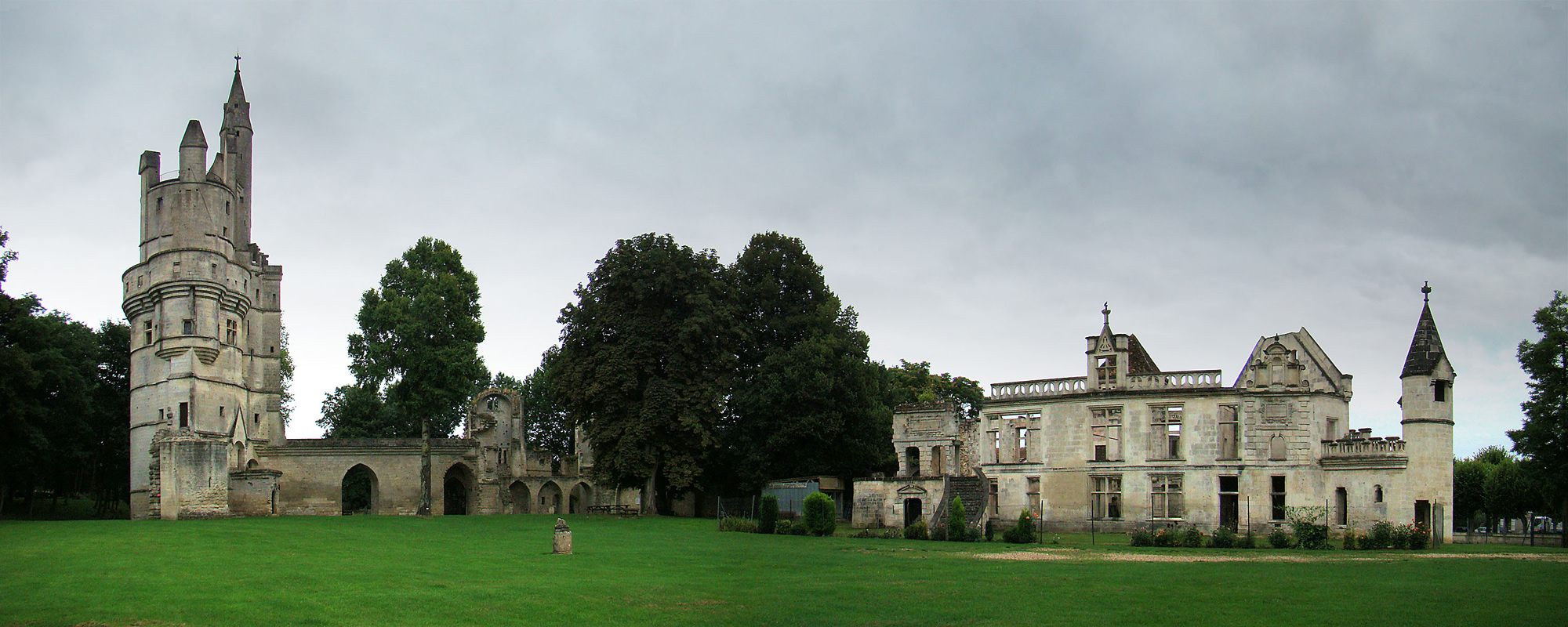
Septmonts fut un ancien chef-lieu de canton jusqu'en 1800.

L'arrondissement de Saint-Quentin est composé de 7 cantons. Les remaniements ont concerné principalement l'ancien canton de Fonsommes et l'ensemble des cantons de l'arrondissement :
- Le canton de Fonsommes est supprimé et rattaché à celui de canton de Saint-Quentin pour former un seul canton. Les cantons de l'arrondissement sont remodelés. Ainsi seul Fonsommes perdit la fonction de chef-lieu de canton et est reléguée au simple rang de commune.
- Enfin, cet arrondissement formé de 7 cantons n'a pas subi de changement dans sa composition cantonale par la suite jusqu'en 1973.

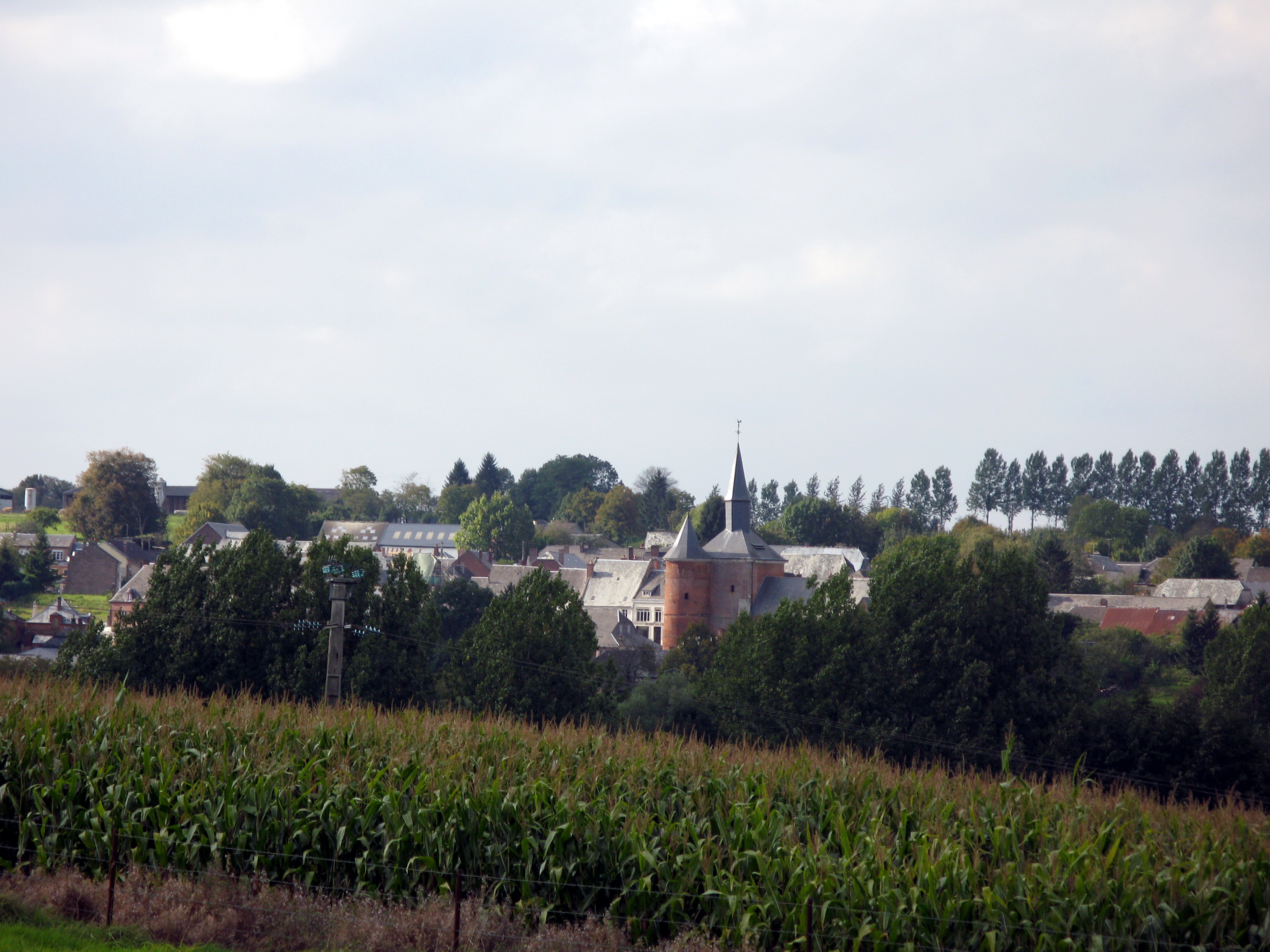
Plomion fut un ancien chef-lieu de canton jusqu'en 1800.

L'arrondissement de Soissons est formé de 6 cantons et les modifications sont les suivantes :
- Les cantons de Braisne, d'Oulchy-le-Château, de Soissons, de Vailly, de Vic-sur-Aisne et de Villers-Cotterêts furent remodelés.
- Le canton de Bazoches fut absorbé par celui de Braisne; de même, celui de Bucy fuT rattaché au canton de Vailly et celui d'Acy fut intégré au canton de Vic-sur-Aisne.
- Les cantons de Cœuvres et de Septmonts sont supprimés et leurs communes réparties entre les cantons d'Oulchy-le-Château, de Soissons et de Vic-sur-Aisne.
- Acy, Bazoches, Bucy, Cœuvres et Septmonts perdent leur fonction de chef-lieu de canton et sont relégués au simple rang de commune.
- Enfin, cet arrondissement formé de 6 cantons n'a pas subi de changement dans sa composition cantonale par la suite jusqu'en 1973.

L'arrondissement de Vervins est constitué de 8 cantons dont les modifications sont les suivantes :
- Les cantons d'Aubenton, de Guise, d'Hirson, de La Capelle, du Nouvion, de Sains-Richaumont, de Vervins et de Wassigny sont remaniés.
- Le canton de Marly est supprimé et les communes du canton sont absorbées par les cantons voisins de Guise, de La Capelle et de Vervins.
- Le canton de Plomion est supprimé et les communes du canton sont intégrées aux cantons voisins d'Aubenton et de Vervins.
- Marly et Plomion perdent leur fonction de chef-lieu de canton en 1800 et sont reléguées au simple rang de commune.
- Enfin, cet arrondissement formé de 8 cantons n'a pas subi de changement dans sa composition par la suite jusqu'au redécoupage des cantons en 2014 qui est effectif pour 2015.

## L'Aisne aujourd'hui

### La modification des cantons et des arrondissements

#### De 1801 à 1945
À la suite de la modification du nombre de cantons au Consulat, le canton du Nouvion comptabilisa neuf communes. Dix cantons réunirent 12 à 20 communes, vingt autres cantons, de 21 à 30 communes. Quatre cantons comptabilisa 30 à 40 communes. Les deux cantons ayant le plus grand nombre de communes furent celui de Craonne avec 41 communes et celui de Braisne avec 42 communes.
À propos des cantons, deux communes ayant perdu le titre de chef-lieu de canton par l'arrêté du 3 vendémiaire de l'an X (25 septembre 1801) le redeviennent par transfert au cours des trois années suivantes. Par l'arrêté du 29 Thermidor de l'an XI (17 août 1803), le chef-lieu du canton de Chézy-sur-Marne est transféré à Charly, la commune redevient un chef-lieu de canton et le canton se nomme désormais canton de Charly. Chézy-sur-Marne devient une simple commune du canton. Par arrêté du 24 ventôse de l'an XII (14 mars 1804), le chef-lieu du canton de Montcornet est déplacé à Rozoy-sur-Serre, la commune est à nouveau un chef-lieu de canton et le canton prend alors la dénomination de canton de Rozoy-sur-Serre. Montcornet est relégué aussi au simple rang de commune.
Plusieurs communes réclament aussi de devenir chef-lieu de canton en substitution à celui de leur cantons d'appartenance comme Rozoy-sur-Serre et Charly mais ces réclamations demeurent sans succès. Ainsi La Ferté-Milon demande en l'an XI (1802-1803) et en 1821 de remplacer Neuilly-Saint-Front comme chef-lieu de canton. Liesse sollicite pour devenir chef-lieu du canton de Sissonne en 1845 et de même Cœuvres pour celui de Vic en 1821. Les communes de Berry-au-Bac en 1817, 1832, 1834, 1850 et de Guignicourt en 1871 et 1883 réclament de devenir chef-lieu de canton afin de remplacer Neufchâtel-sur-Aisne. En termes de création de canton, Blérancourt souhaite en 1850 reformer son propre canton et Fresnoy-le-Grand réclame l'érection d'un canton propre en 1895, où elle serait le chef-lieu, mais ces deux demandes n'aboutissent pas. Le nombre de canton n'est donc pas modifié jusqu'en 1973 et reste à 37 cantons. Une demande de transfert du canton de Rozoy-sur-Serre dans l'arrondissement de Vervins en 1820, mais elle n'aboutit pas également.
Des modifications de limites cantonales ont cependant eu lieu. La commune de Marigny-en-Orxois, canton de Chézy-sur-Marne est rattachée au canton de Château-Thierry par arrêté du 11 messidor an X (30 juin 1802). La commune du canton de Wassigny, Fesmy, intègre le canton du Nouvion en 1822,. Entre 1822 et 1832, la commune Torcy du canton de Neuilly-Saint-Front, est rattachée au canton de Château-Thierry avant de réintégrer celui de Neuilly-Saint-Front,,. Les limites entre les cantons de Sains-Richaumont et de Vervins sont rectifiés en 1829 avec la création de la commune de La Vallée-aux-Bleds. La commune de Saint-Nicolas-aux-Bois du canton de Coucy-le-Château est réunie en 1833 au canton de La Fère. Gauchy, commune du canton de Saint-Simon, est rattachée au canton de Saint-Quentin en 1923 et Loupeigne, commune du canton d'Oulchy-le-Château de l'arrondissement de Soissons, intègre en 1924 le canton de Fère-en-Tardenois de l'arrondissement de Château-Thierry.
Chauny ne devient pas chef-lieu d'arrondissement lors de la loi du 28 pluviôse an VIII (17 février 1800). Celle-ci réclame, dès lors, l'érection d'un nouvel arrondissement où elle deviendrait chef-lieu. Cette demande persiste tout au long du Premier Empire et de la Restauration. Lors de la monarchie de Juillet, elle est déboutée en 1833 par le gouvernement qui refusa de remettre en cause les circonscriptions établies dans le département. Le conseil général décline en 1834 la dernière sollicitation de Chauny pour devenir chef-lieu d'un arrondissement. La demande de Guise pour devenir chef-lieu d'arrondissement en remplacement de Vervins est étudiée sous la Restauration, mais le gouvernement décide de maintenir le statu quo.
Soissons souhaite toujours devenir la préfecture et le chef-lieu du département de l'Aisne à la place de Laon en raison du siège diocésain et de l'école centrale du département. Elle sollicite d'abord au début de l'année 1800 le premier consul puis de nouveau Napoléon Ier en 1805. Cette seconde demande est étudiée par le gouvernement, mais elle est écartée à la suite de protestation des députés venant de la région de Laon. Sous la Restauration, Louis Malouet, préfet de l'Aisne, accepte cette requête de transfert du siège de la préfecture de Laon, demandée à nouveau par Soissons, mais elle se heurte au refus du conseil général. Soissons demande encore une nouvelle fois le transfert, sous la deuxième restauration après l'avoir sollicité lors des Cent-Jours, mais cette ultime réclamation est ajournée.
Les limites du département vont être légèrement rectifiées successivement avec des échanges de parcelles, d'abord en 1820 avec le traité de Courtrai sur la frontière entre le royaume des Pays-Bas et la France, qui est devenue celle entre la Belgique et la France en 1830, en 1834 entre les départements du Nord et de l'Aisne, puis en 1836 entre les départements de la Somme et de l'Aisne, ensuite en 1845 entre les départements de l'Oise et de l'Aisne et en 1874 à nouveau entre les départements du Nord et l'Aisne. Une proposition de partage de la forêt de Retz est abordé en 1836 à la Chambre des députés sous la monarchie de Juillet, mais elle est refusée par les députés. Le conseil général du Nord propose une rectification à celui de l'Aisne en 1893 concernant la Haie Menneresse, hameau partagé entre les deux départements et quatre communes. Cette dernière deviendrait une commune afin de résoudre sa spécificité administrative, mais la demande n'aboutit pas auprès du conseil général de l'Aisne.
Au lendemain de la Première Guerre mondiale, la Troisième République souhaite mener une rationalisation de l'administration et des économies dans le budget de l'État. Le décret-loi Poincaré du 10 septembre 1926 supprime l'arrondissement de Château-Thierry. Les cinq cantons de cet arrondissement sont rattachés à celui de Soissons. La ville de Château-Thierry perd son statut de sous-préfecture et est relégué à un simple chef-lieu de canton. Le département compte alors quatre arrondissements avec Laon, Saint-Quentin, Soissons et Vervins.
Dans une volonté d'affermir son autorité, le régime de Vichy décide par une loi du 1er juin 1942 de rétablir l'arrondissement de Château-Thierry dans ses limites existants au moment de sa suppression par le décret-loi Poincaré de 1926. Château-Thierry recouvre sa fonction de sous-préfecture et le département compte à nouveau 5 arrondissement avec Château-Thierry, Laon, Saint-Quentin, Soissons et Vervins.

#### De 1945 à 2000
Au lendemain de la Seconde Guerre mondiale, deux modifications sont apportées au limites cantonales. Samoussy, commune du canton de Sissonne, est réunie en 1948 au canton de Laon. La commune de Neuville-Saint-Amand du canton de Moÿ-de-l'Aisne est rattachée au canton de Saint-Quentin en 1952.
Si le nombre d'arrondissements ne varie depuis la recréation de l'arrondissement de Château-Thierry en 1942, il n'en est pas ainsi des cantons, dont le nombre n'a sensiblement pas évolué avec 37 cantons depuis 1801.
Le ministère de l’Intérieur tient compte par décret du 23 juillet 1973 des évolutions démographiques dans la carte cantonale du département. Trois cantons existants sont scindés et un nouveau canton est créé à partir d'un canton existant. Le canton de Laon est séparé en deux cantons, celui de Laon-Nord et celui de Laon-Sud, mais ils conservent Laon comme chef-lieu. Tout comme Laon, le canton de Soissons est partagée en deux cantons, celui de Soissons-Nord et de Soissons-Sud avec Soissons qui demeurent le chef-lieu des deux cantons. Le canton de Saint-Quentin est lui divisé en trois parties pour créer les cantons de Saint-Quentin-Nord, de Saint-Quentin-Centre et de Saint-Quentin-Sud. Saint-Quentin reste le chef-lieu de ces trois nouveaux cantons. Un nouveau canton, celui de Tergnier, est créé dans l'arrondissement de Laon à partir de sept communes soustraites au canton de La Fère. Sur ce nouveau découpage cantonal, le département de l'Aisne compte désormais 42 cantons au lieu de 37 cantons existants et seulement 4 cantons sur 37 ont été remaniés par ce décret. Une dernière modification des limites cantonales a cependant lieu en 1976 avec la rattachement au canton d'Anizy-le-Château de la commune de Prémontré du canton de Coucy-le-Château-Auffrique.
La répartition des cantons, issues du découpage de 1973, par arrondissement est la suivante en 2014, date de la refonte de la carte cantonale sur l'ensemble du territoire français :
- arrondissement de Château-Thierry : 5 cantons et 123 communes : Charly-sur-Marne, Château-Thierry, Condé-en-Brie, Fère-en-Tardenois et Neuilly-Saint-Front.
- arrondissement de Laon : 13 cantons et 278 communes : Anizy-le-Château, Chauny, Coucy-le-Château-Auffrique, Craonne, Crécy-sur-Serre, La Fère, Laon-Nord, Laon-Sud, Marle, Neufchâtel-sur-Aisne, Rozoy-sur-Serre, Sissonne et Tergnier.
- arrondissement de Saint-Quentin : 9 cantons et 126 communes : Bohain-en-Vermandois, Catelet, Moÿ-de-l'Aisne, Ribemont, Saint-Quentin-Nord, Saint-Quentin-Centre, Saint-Quentin-Sud, Saint-Simon et Vermand.
- arrondissement de Soissons : 7 cantons et 159 communes : Braine, Oulchy-le-Château, Soissons-Nord, Soissons-Sud, Vailly-sur-Aisne, Vic-sur-Aisne et Villers-Cotterêts.
- arrondissement de Vervins : 8 cantons et 130 communes : Aubenton, Guise, Hirson, La Capelle, Le Nouvion-en-Thiérache, Sains-Richaumont, Vervins et Wassigny.

En 1973, les limites départementales sont modifiées deux fois au cours de l'année. Par décret du 7 février 1973, le hameau de Pongivart, partagé entre les communes d'Auménancourt, d'Orainville et de Pignicourt, est rattaché entièrement le 1er mars 1973 à la commune d'Auménancourt dans le département de la Marne. Par décret du 28 août 1973, la commune d'Escaufourt, enclave du département de l'Aisne, fusionne le 1er septembre 1973 avec Saint-Souplet, commune du département du Nord. La nouvelle commune conserve le nom de Saint-Souplet et reste dans le département du Nord.

#### De 2000 à aujourd'hui

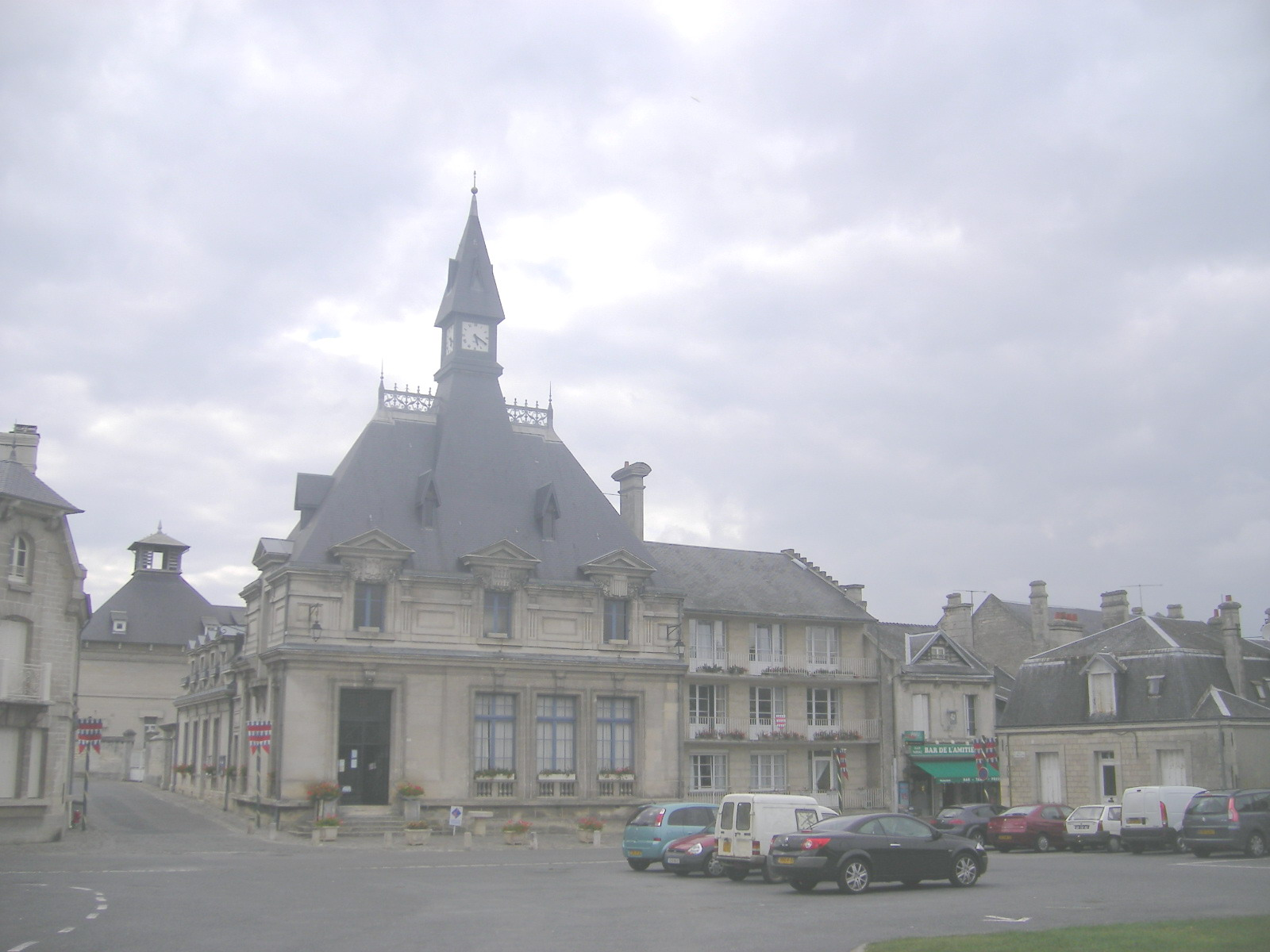
La commune de Coucy-le-Château-Auffrique. Ce gros bourg a été chef-lieu de canton dans l'arrondissement de Laon jusqu'en 2015.

À partir de 2007, sous la présidence de Nicolas Sarkozy, des réflexions sont effectuées sur une réforme en profondeur de la carte administrative et de l'organisation de l'administration. La création du conseiller territorial, un élu qui doit siéger au conseil général des départements et au conseil régional, par la loi du 16 décembre 2010 préfigure une refonte générale de la carte cantonale. L'alternance de 2012, avec l'arrivée de François Hollande à la présidence, décide de remettre en cause une partie de la loi du 16 décembre 2010 et surtout le conseiller territorial.
Le nouvel acte III de la décentralisation décide par la loi du 17 mai 2013 de revenir sur la création du conseiller territorial et de rétablir le conseiller départemental, nouvelle appellation du conseiller général avec une refonte de la carte cantonale. Le canton sert désormais à élire deux conseillers départementaux dans un scrutin majoritaire binominal mixte. Ce nouveau découpage doit entrer en vigueur pour les élections départementales du 22 et 29 mars 2015. Le canton perd aussi avec cette réforme son statut de subdivision administrative pour devenir uniquement une circonscription électorale du département. Cela lui permet de s'affranchir du découpage des arrondissements. Le chef-lieu de canton est remplacée par un bureau centralisateur dans chaque canton
Le décret du 21 février 2014 rentre donc dans le cadre du processus de la refonte de la carte cantonale. Le département de l'Aisne passe de 42 à 21 cantons, mais son conseil départemental conserve toujours 42 élus, un nombre qui reste stable depuis le décret du 23 juillet 1973. Les cantons définis par le décret sont les suivants : Bohain-en-Vermandois, Château-Thierry, Chauny, Essômes-sur-Marne, Fère-en-Tardenois, Guignicourt, Guise, Hirson, Laon-1, Laon-2, Marle, Ribemont, Saint-Quentin-1, Saint-Quentin-2, Saint-Quentin-3, Soissons-1, Soissons-2, Tergnier, Vervins, Vic-sur-Aisne et Villers-Cotterêts.
Par ce changement, 23 communes perdent leur qualité de chef-lieu de canton dont : Anizy-le-Château, Aubenton, Braine, Charly-sur-Marne, Condé-en-Brie, Coucy-le-Château-Auffrique, Craonne, Crécy-sur-Serre, La Capelle, La Fère, Le Catelet, Le Nouvion-en-Thiérache, Moÿ-de-l'Aisne, Neufchâtel-sur-Aisne, Neuilly-Saint-Front, Oulchy-le-Château, Rozoy-sur-Serre, Sains-Richaumont, Saint-Simon, Sissonne, Vailly-sur-Aisne, Vermand et Wassigny. Les chefs-lieux existants deviennent des bureaux centralisateurs et les communes de Guignicourt et d'Essômes-sur-Marne prennent également ce statut.
Avec ces changements au niveau de la carte cantonale, l'État s'intéresse aussi une rationalisation de la carte des arrondissements de chaque département afin de l'adapter par rapport à la loi du 16 décembre 2010 et à l'acte III de la décentralisation.
Au 1er janvier 2017, une réorganisation des arrondissements est ainsi effectuée, pour mieux intégrer les récentes modifications des intercommunalités ; 43 communes sur 804 sont affectées : 30 passent de Laon vers Vervins, 10 passent de Château-Thierry vers Soissons et 3 de Laon vers Soissons,.
La commune de Gernicourt a émis au début de l'année 2016 le souhait de fusionner avec la commune limitrophe de Cormicy, dans la Marne, sous le régime de la commune nouvelle. Les limites du département sont donc modifiées le 31 décembre 2016 à la suite du décret n°2016-1912 du 28 décembre 2016 afin de permettre la fusion des deux communes pour le 1er janvier 2017,.

### 5 arrondissements, 21 cantons
- 5 arrondissements

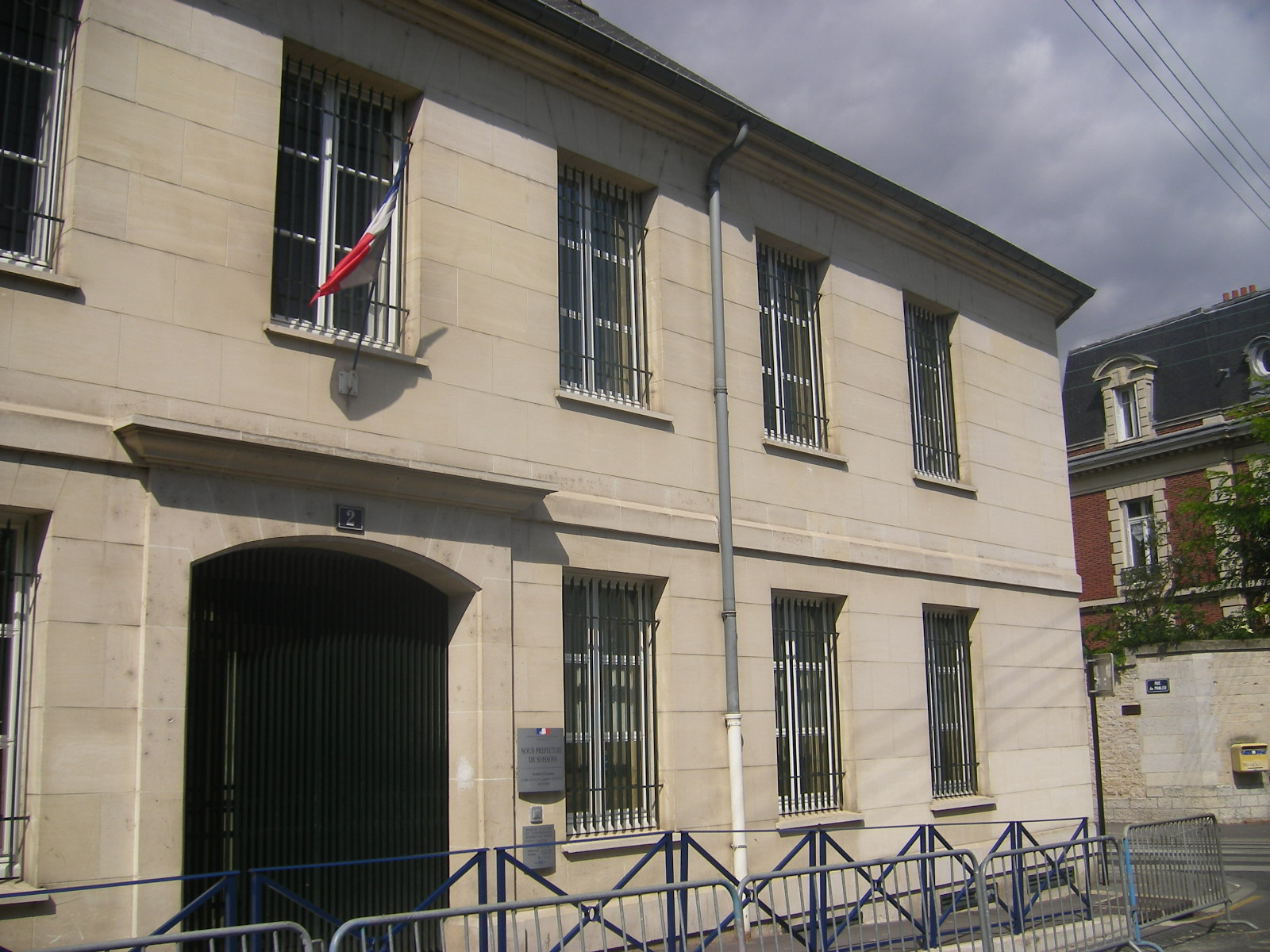
Façade de la sous-préfecture de Soissons. C'est l'une des sous-préfectures de l'Aisne.

Depuis le 1er juin 1942, le département compte cinq arrondissements :
- Château-Thierry,
- Laon,
- Saint-Quentin,
- Soissons.
- Vervins

- 21 cantons

Avec l'application de la refonte de la carte cantonale du département en 2014, effective depuis les élections départementales de 2015, le département compte les 21 cantons suivants :
- Bohain-en-Vermandois
- Château-Thierry
- Chauny
- Essômes-sur-Marne
- Fère-en-Tardenois
- Guise
- Hirson
- Laon-1
- Laon-2
- Marle
- Ribemont
- Saint-Quentin-1
- Saint-Quentin-2
- Saint-Quentin-3
- Soissons-1
- Soissons-2
- Tergnier
- Vervins
- Vic-sur-Aisne
- Villeneuve-sur-Aisne
- Villers-Cotterêts

Carte des arrondissements actuels du département de l'Aisne

Carte des cantons du département de l'Aisne

### La superficie du département et des arrondissements
Si des modifications de la carte administrative ont pu être observées à l’intérieur même du département, celui-ci cependant a connu certaines modifications majeures de ses limites départementales depuis sa création, d'abord avec la cession du canton d'Orbais au département de la Marne le 18 nivôse an VII (7 janvier 1799), puis l'absorption de la commune d'Escaufourt (Aisne) par la commune de Saint-Souplet (Nord) le 1er septembre 1973 et le rattachement de la commune de Gernicourt à la Marne le 31 décembre 2016, dans le but de la création de la commune nouvelle de Cormicy au 1er janvier 2017,.
La superficie de l'Aisne est de 7 361,68 km2, telle qu'elle a été retenue par les services officiels de l'INSEE, ce qui classe le département au 13e rang en France métropolitaine et au premier rang dans la région Haut-de-France.
Les arrondissements ont des superficies différentes, mais l'un d’eux occupe le tiers de la surface départementale - ou plus de 2 000 km2 - comme cela peut être observé dans les départements voisins.
Ainsi, l'arrondissement de Laon qui est le plus étendu avec 2 175,25 km2 occupe près du tiers du département avec 29,54 % du territoire départemental. S'il est le plus étendu des arrondissements de l'Aisne, il ne se situe cependant qu'au troisième rang des arrondissements de la région Hauts-de-France. Dans l'Aisne, cet arrondissement est suivi de près par ceux de Vervins (1 657,80 km2, soit 22,52 % du territoire départemental) et de Soissons (1 342,30 km2, soit 18,23 % du territoire départemental).
L'arrondissement de Château-Thierry avec une superficie de 1 115,15 km2 occupe un peu mois d'un 1/5e du territoire départemental (15,15 %).
Par contre l'arrondissement de Saint-Quentin, avec 1 071,18 km2, soit 14,55 % du territoire départemental, est, non seulement, le plus petit arrondissement de l'Aisne, mais il se trouve au dix-septième rang des arrondissements de toute la région Hauts-de-France.
- Classement des arrondissements de l'Aisne selon leur superficie (par ordre décroissant) :

| Arrondissement  | Superficie    | Proportion dans le département |
| --------------- | ------------- | ------------------------------ |
| Laon            | 2 175,25 km2. | 29,54 %.                       |
| Vervins         | 1 657,80 km2. | 22,52 %.                       |
| Soissons        | 1 342,30 km2. | 18,23 %.                       |
| Château-Thierry | 1 115,15 km2. | 15,15 %.                       |
| Saint-Quentin   | 1 071,18 km2. | 14,55 %.                       |

## Les 800 communes de l'Aisne
Depuis le 1er janvier 2019, le département rassemble 800 communes réparties en 21 cantons rassemblés en 5 arrondissements. Mais le nombre de communes a beaucoup varié au cours de ces deux derniers siècles.

### Les modifications territoriales communales
Les modifications territoriales ont également concerné les communes, ancêtres des paroisses, depuis la Constituante de 1790, c'est pourquoi leur nombre a beaucoup varié depuis la création du département. À la création du département, on dénombrait 868 communes, le nombre de communes s'abaissa à 860 communes en 1800,. C'est dans le courant du XIXe siècle et du XXe siècle, que de nombreuses modifications communales ont eu lieu, et ce, principalement pendant la période de la Restauration et celle de la Troisième République, à cheval sur le XIXe siècle et le XXe siècle. De nombreuses modifications communales ont repris sous la Cinquième République.
De la fin de la Révolution à la Restauration

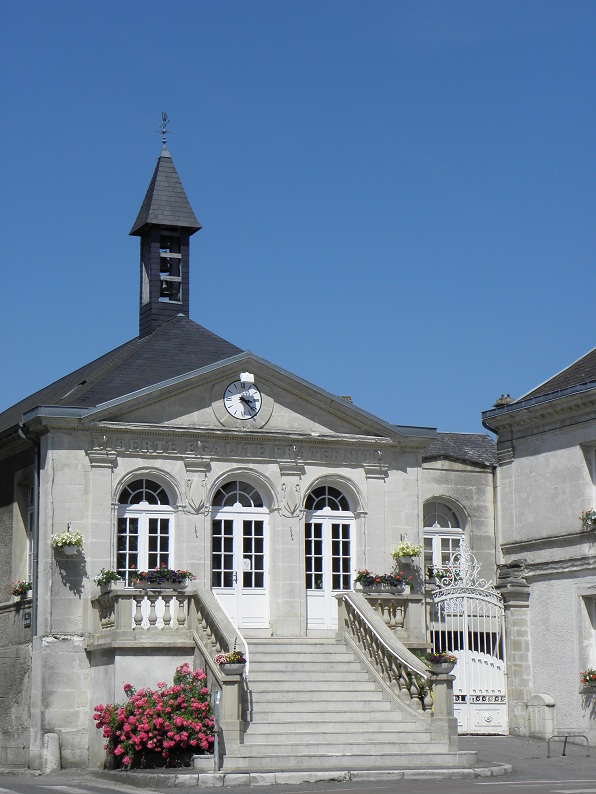
La commune de Mons-en-Laonnois absorbe la commune voisine de Les Creuttes en 1806.

Pendant cette période, le nombre de communes dans le département est de 860 en 1800. 14 communes sont regroupées par fusion pour donner sept communes nouvelles, mais aucune création de commune n'est relevée. Une commune est également absorbée par une commune voisine. Ainsi on dénombre 852 au début de la Restauration en 1815.
De la Restauration à la Deuxième République
Pendant la période de la Restauration, qui va de 1815 à 1830, une création de commune est relevée, mais un important mouvement de regroupement communal par fusion a été opéré.
Ainsi de 1818 à 1827, 22 communes ont fusionné, deux sont absorbées par des communes voisines et ont contribué à réduire drastiquement le nombre de communes de l'Aisne où, à la fin de la Restauration, le département dénombrait 840 communes.
Lors de la Restauration, la seule création de commune recensée est, en 1829, celle de La Vallée-aux-Bleds. Elle est une création communale par regroupement de trois communes, celles d'Haution, de Lemé et de Voulpaix.
Plusieurs associations de communes ont lieu: par exemple, une ordonnance royale le 2 juin 1819 concernant la réunion des communes de Landifay et de Bertaignemont pour former la commune de Landifay-et-Bertaignemont; dans ce regroupement de communes, qui est, en fait, une fusion de communes, la particularité est que chaque ancienne commune a pu conserver son nom d'origine. Cela n'est pas le cas pour nombre d'autres fusions communales qui sont plutôt des « absorptions » comme celle de Guyencourt-et-Plessis qui est aussi absorbée par Villequier-Aumont le 2 juin 1819.
Le mouvement s'est poursuivi pendant la période de la monarchie de Juillet qui va de 1830 à 1848. Il est notamment caractérisé par le rétablissement et la création de quatre nouvelles communes. L'administration a aussi favorisé le regroupement communal avec la fusion de 4 quatre communes en 1845. Autreville et Sinceny est en 1836 une création communale par le démembrement de la commune de Sinceny-Autreville, tandis que les communes de Torcy et de Le Sourd sont les deux premiers rétablissements communaux du département, la première en 1832,, et la seconde en 1835.
Les deux communes qui sont nées de la fusion de 4 communes en 1845 sont Nouvion-et-Catillon et Mesbrecourt-Richecourt,. Le nombre total de communes passe alors à 841.
Pendant la Deuxième République, la stabilité du mouvement des communes de l'Aisne est de rigueur. Seules les communes d'Épaux et de Bézu-lès-Fèves ont fusionné pour former la commune d'Épaux-Bézu en 1851, ramenant le nombre total de communes à 840, comme à la fin de la période de la Restauration.
Pendant le Second Empire

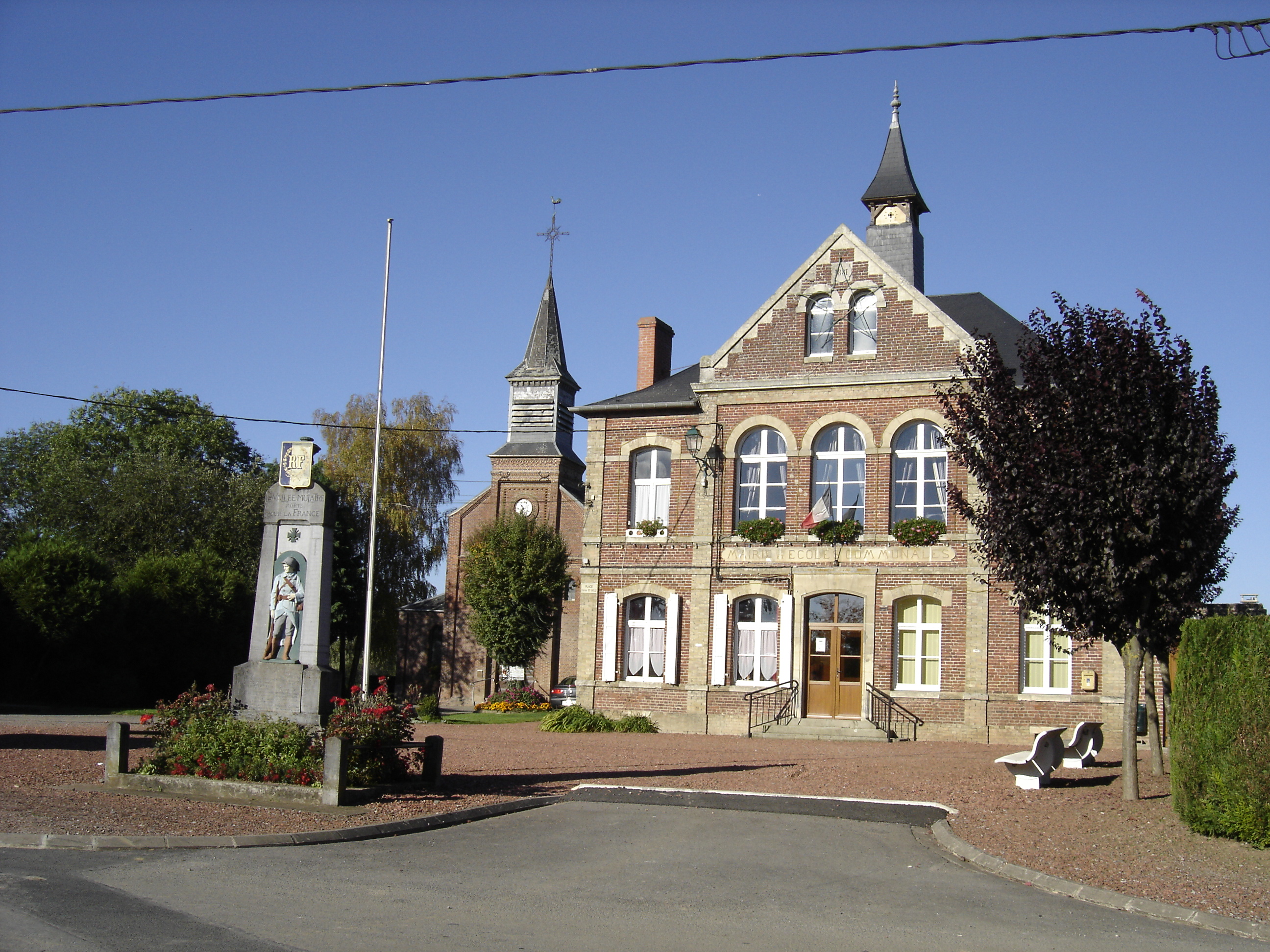
La commune de La Vallée-Mulâtre est créée en 1864 par distraction de la commune de Saint-Martin-Rivière.

Pendant le Second Empire, le mouvement de fusion communale est stable, seules les communes d'Hartennes et de Taux fusionnent en 1859 pour former la commune d'Hartennes-et-Taux tandis qu'une création de commune est relevée, celle de La Vallée-Mulâtre en 1864 par démembrement de la commune de Saint-Martin-Rivière. À la fin du Second Empire, le nombre total de communes du département est alors de 840, correspondant au même nombre de communes qu'en 1852.
Pendant la Troisième République
Pendant la Troisième République, longue période de l'histoire française qui s'étend de 1870 à 1940, le mouvement de communes reprend avec beaucoup de vigueur.
Il se caractérise surtout par la création de sept nouvelles communes qui s'échelonne de 1872 à 1896.
Raillimont est devenue une commune en 1872 en se détachant de la commune de Rouvroy-sur-Serre.
Chivres et Mâchecourt ont été érigées en communes indépendantes en 1879, par le démembrement de la commune de Chivres-et-Mâchecourt qui est supprimé.
En 1883, deux créations communales sont recensées: celle de Le Thuel se dissociant de la commune de Noircourt et celle de Francilly-Selency par détachement de la commune de Fayet.

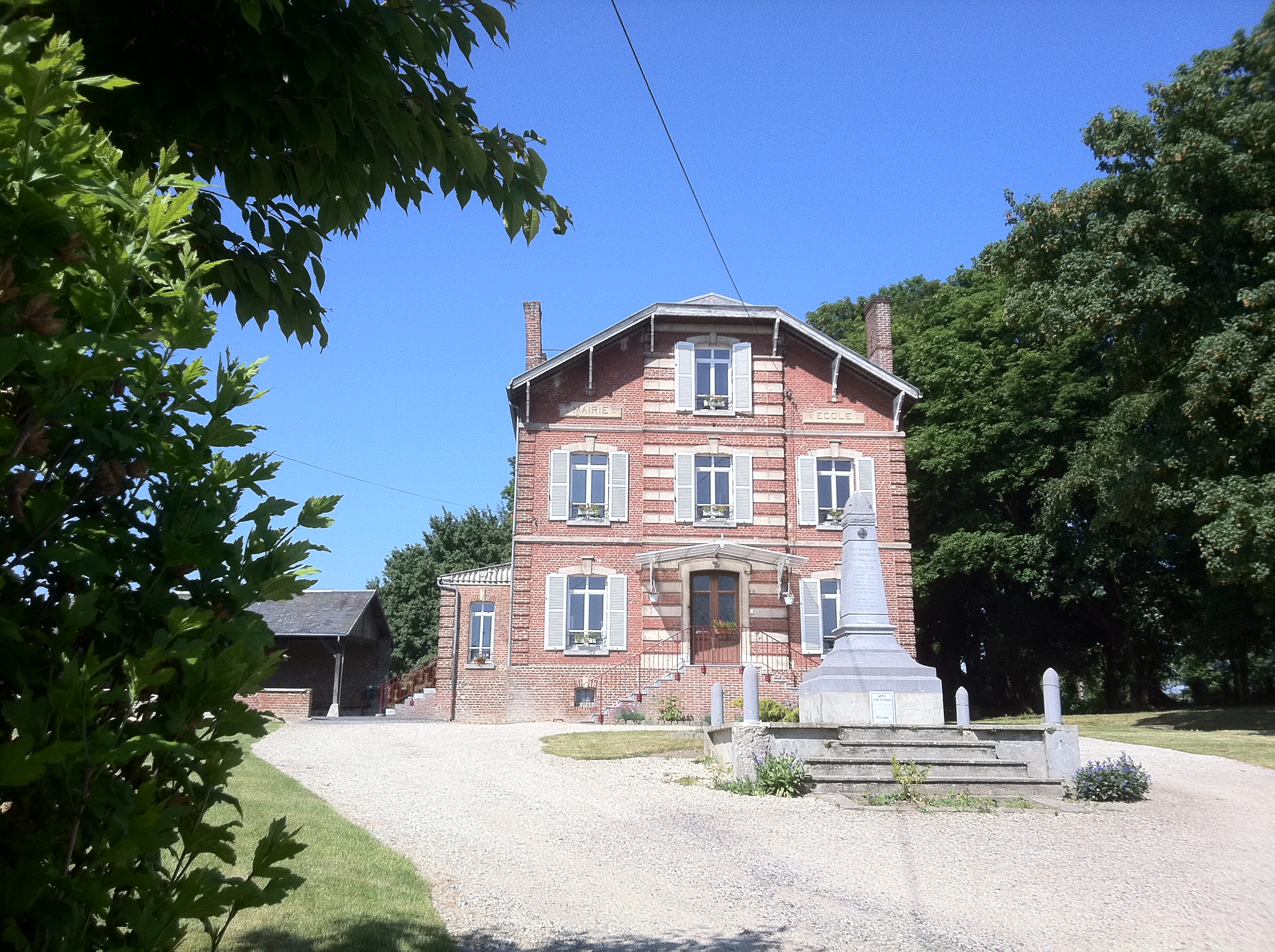
La commune de Verly-Grand est issu du démembrement de la commune de Verly.

Enfin, la commune de Verly est démembrée en 1896 pour créer les communes de Verly-Grand et de Verly-Petit. La commune de Verly est supprimée. Ce sont les toutes dernières communes créées par démembrement pendant la Troisième République.
Toutes ces nouvelles communes sont des créations communales par démembrement ou suppression.
Dans cette même période, Saconin et Breuil fusionnent pour créer la commune de Saconin-et-Breuil en 1873.
Le nombre de communes est ainsi passé de 840 à 844 en 1900.
Ce nombre reste stable jusqu'à la Première Guerre mondiale mais au lendemain du conflit, on a assisté à un regain de fusion communale dans les canton de Craonne et de Vailly-sur-Aisne du fait de la proximité des lignes de front de la guerre, de la bataille du Chemin des Dames et de la Zone rouge au lendemain du conflit.
Ainsi le 9 septembre 1923, un arrête préfectoral demande les fusions communales :
- La commune d'Ailles est regroupée avec Chermizy;  Beaulne-et-Chivy fusionne avec Vendresse-et-Troyon; Colligis fusionne avec Crandelain-et-Malval; Pancy fusionne avec Courtecon; Moussy-sur-Aisne fusionne avec Verneuil-Courtonne. Ces nouvelles communes prennent le nom de Chermizy-Ailles, de Vendresse-Beaulne, de Colligis-Crandelain, de Pancy-Courtecon, et de Moussy-Verneuil.
- La commune de Vauclerc-et-la-Vallée-Foulon, située en zone rouge, est supprimée et elle est divisée en deux parties. La partie dite de Vauclerc est absorbée par la commune de Bouconville et celle-ci prend le nom de Bouconville-Vauclerc. La partie dite de La Vallée-Foulon est rattachée à Oulches qui change de dénomination pour celle d'Oulches-la-Vallée-Foulon.

Entretemps, les communes d'Auffrique-et-Nogent et Coucy-le-Château fusionnent pour former la commune de Coucy-le-Château-Auffrique en 1921,.
Le nombre de communes est ainsi passé de 841 en 1896 à 834 communes au début de la Seconde Guerre mondiale.
Depuis le lendemain de la Seconde Guerre mondiale
Au lendemain de la Seconde Guerre mondiale, l'Aisne recensait 37 cantons et 834 communes.

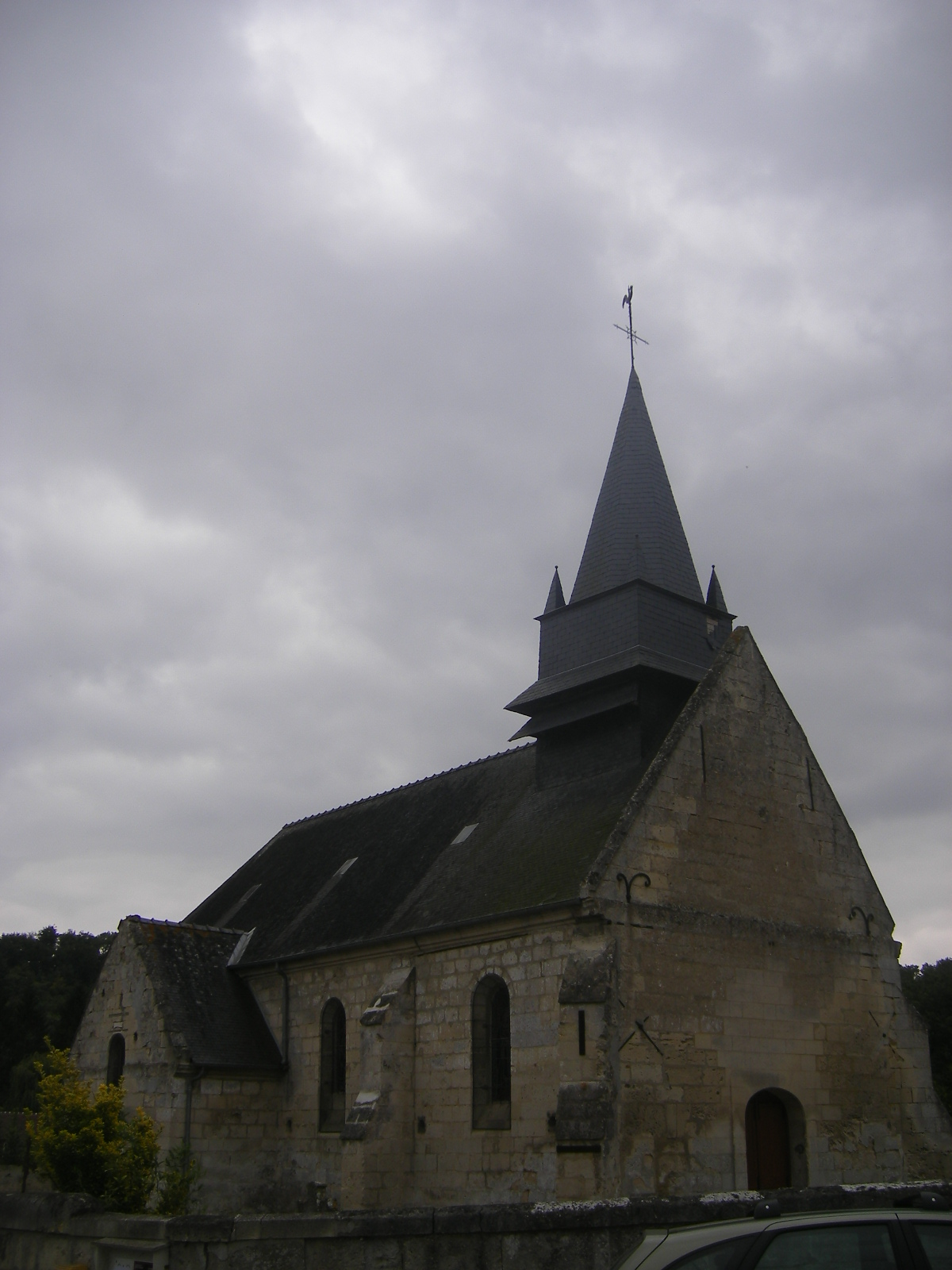
La commune de Blérancourdelle a été absorbé par celle de Blérancourt en 1969.

Par la suite, aucune nouvelle commune ne fut créée dans le département mais le mouvement des fusions et des absorptions communales reprit dès 1960.
La première absorption communale est celle de Saint-Quentin-sur-Allan, rattachée à la commune de La Ferté-Milon en 1960.
Cinq ans plus tard, Brissy-Hamégicourt est créée par la fusion de la commune de Brissy et de celle d'Hamégicourt.
L'année suivante, la commune de Flavigny-le-Petit est absorbée par la commune voisine de Guise; de même, la commune de Blérancourdelle est rattachée à celle de Blérancourt en 1969.
Ainsi, au recensement de population de 1968, l'Aisne compte 831 communes.
Le mouvement s'est par la suite amplifié dans le courant des années 1970 et a concerné une vingtaine de communes.
- En 1971, la commune de Pisseleux est absorbée par Villers-Cotterêts[121] tandis que les communes d'Aizy et de Jouy sont regroupées en une seule commune dénommée Aizy-Jouy[122]. Coulonges-en-Tardenois et Cohan fusionnent pour créer la nouvelle commune de Coulonges-Cohan[123], de même que Longueval et Barbonval donnant par fusion la commune de Longueval-Barbonval[123]. Ce mouvement de fusion communal englobe aussi celle de Longchamps avec Vadencourt-et-Bohéries, créant la commune de Vadencourt[124], ainsi que celle de Camelin-et-le-Fresne et de Lombray créant la commune de Camelin[121].
- En 1972, la commune de Fesmy-le-Sart née de la fusion des communes de Fesmy et de Le Sart[125],[Note 27]. L'année suivante, la commune de Branges est absorbée par Arcy-Sainte-Restitue[126] tandis que la commune d'Escaufourt est regroupée avec celle de Saint-Souplet (Nord) en tant que commune associée[89].

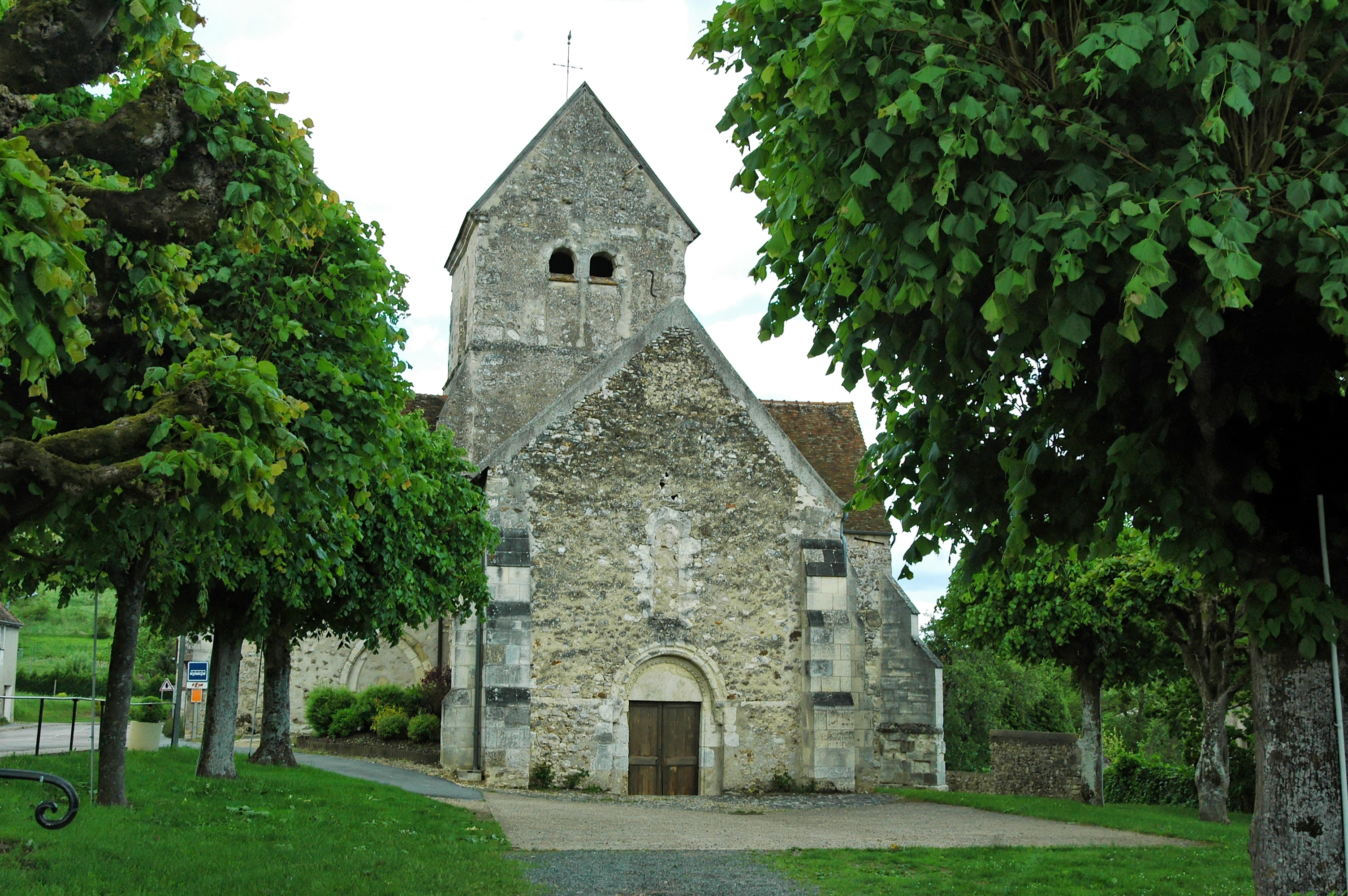
Les communes de Chartèves et Mont-Saint-Père ont formé une seule commune dénommée Charmont-sur-Marne entre 1974 et 1979.

La loi du 16 juillet 1971 dite loi Marcellin, a institué le statut de la commune associée. Elle permet d'accélérer le processus de fusion des communes. Dans l'Aisne, quelques communes tentent l'expérience.
- En 1974, ce mouvement a concerné 5 communes. Ainsi, les communes de Chartèves et de Mont-Saint-Père se sont associées et se sont appelées Charmont-sur-Marne[128]. La même année, les communes de Fargniers, de Tergnier et de Vouël se sont également associées et la nouvelle commune prend le nom de Tergnier[129].
- En 1976, Cugny-lès-Crouttes est absorbée par la commune d'Oulchy-le-Château[130].
- En 1979, la commune de Nouvion-et-Catillon absorbe la commune voisine de Pont-à-Bucy[131]. Les communes de Mont-Saint-Père et de Chartèves redeviennent des communes indépendantes en mettant fin à la commune associée de Charmont-sur-Marne[109].

Au recensement de population de 1982, l'Aisne compte 817 communes.
- En 1991, la commune de Quessy s'associe à celle de Tergnier: la nouvelle commune conserve le nom de Tergnier[132].

Au recensement de population de 1999, l'Aisne compte 816 communes.
La réforme des collectivités territoriales, dont la loi principale est la loi no 2010-1563 du 16 décembre 2010, dite précisément « de réforme des collectivités territoriales », crée un nouveau statut pour favoriser à nouveau le regroupement de communes, la commune nouvelle, remplaçant la commune associée.
- Le 1er janvier 2016, 14 communes décident de se regrouper sous ce nouveau statut pour former 3 communes nouvelles. Artonges, La Celle-sous-Montmirail, Fontenelle-en-Brie et Marchais-en-Brie fusionnent pour créer la commune de Dhuys et Morin-en-Brie[133]. Les communes de Baulne-en-Brie, de La Chapelle-Monthodon et de Saint-Agnan se regroupent et forment la commune de Vallées en Champagne[134]. Glennes, Longueval-Barbonval, Merval, Perles, Révillon, Vauxcéré et Villers-en-Prayères fusionnent également dans une commune nouvelle pourtant le nom, Les Septvallons[135].
- La commune de Gernicourt, ayant émis le souhait de fusionner avec celle de Cormicy, dans la Marne, sous le régime de la commune nouvelle, par décret n°2016-1912 du 28 décembre 2016, elle est rattachée au département de la Marne le 31 décembre 2016[96]. Gernicourt devient le 1er janvier 2017, une commune déléguée de Cormicy, par décret du 31 décembre 2016[97].
- Le 1er janvier 2019, 7 communes décident de se regrouper sous ce nouveau statut pour former 3 communes nouvelles. Anizy-le-Château, Faucoucourt et Lizy fusionnent pour créer la commune d'Anizy-le-Grand[136]. Les communes de Cessières et de Suzy se regroupent et forment la commune de Cessières-Suzy[137]. Guignicourt et Menneville fusionnent également dans une commune nouvelle pourtant le nom de Villeneuve-sur-Aisne[138].

Le nombre de communes de l'Aisne est de 800 depuis le 1er janvier 2019.

### Les changements de nom des communes de l'Aisne
Peu de communes ont changé leur nom depuis leur création lors de la Constituante de 1790 mais ces changements de nom sont surtout des ajouts pour éviter, notamment, la confusion due à leur homonymie avec une ou plusieurs autres communes.
Trois changements radicaux de nom de commune
Cependant, quatre communes ont radicalement changé de nom, mais il s'agit de cas assez rares dans le département.
En 1814, la commune de Genlis change de nom et prend celui de Villequier-Aumont. La nom de Villequier-Aumont provient du titre ducal des duc d'Aumont et de Villequier de la famille d'Aumont et s'est substitué au nom d'origine.
En 1885, la commune de Cointicourt a pris le nom de Monnes, issu du petit village situé géographiquement au sein de la commune.
En 1925, deux communes ont changé de nom : Marteville est l'ancien nom d'Attilly qui est issu d'un village au sein de la commune et Montron est devenue Macogny.
Deux cas de raccourcissement de nom
Des communes ont raccourci leur appellation, il s'agit là de cas isolés dans l'Aisne car la tendance est plutôt de rallonger les noms des communes. Il s'agit des deux communes suivantes :
- En 1890, Nanteuil-sur-Ourcq-et-Vichel est devenue Vichel-Nanteuil[143].
- En 1898, Azy-Bonneil est devenue Azy[144],[Note 34].

Par contre, un assez grand nombre de communes ont enrichi leur appellation, souvent par identification régionale. Ainsi, les noms des régions naturelles de la Thiérache et du Laonnois sont-ils des ajouts récents, datant généralement de la fin du XIXe siècle et du XXe siècle. D'autres communes ont apporté une précision géographique, généralement des noms tirés d'un fleuve ou d'une rivière ou, plus encore, de la proximité de ville ou de village voisin en raison cette fois de leur proximité pour se distinguer des communes homonymes.
Les noms de régions naturelles
- Moÿ est devenue Moÿ-de-l'Aisne en 1921,.

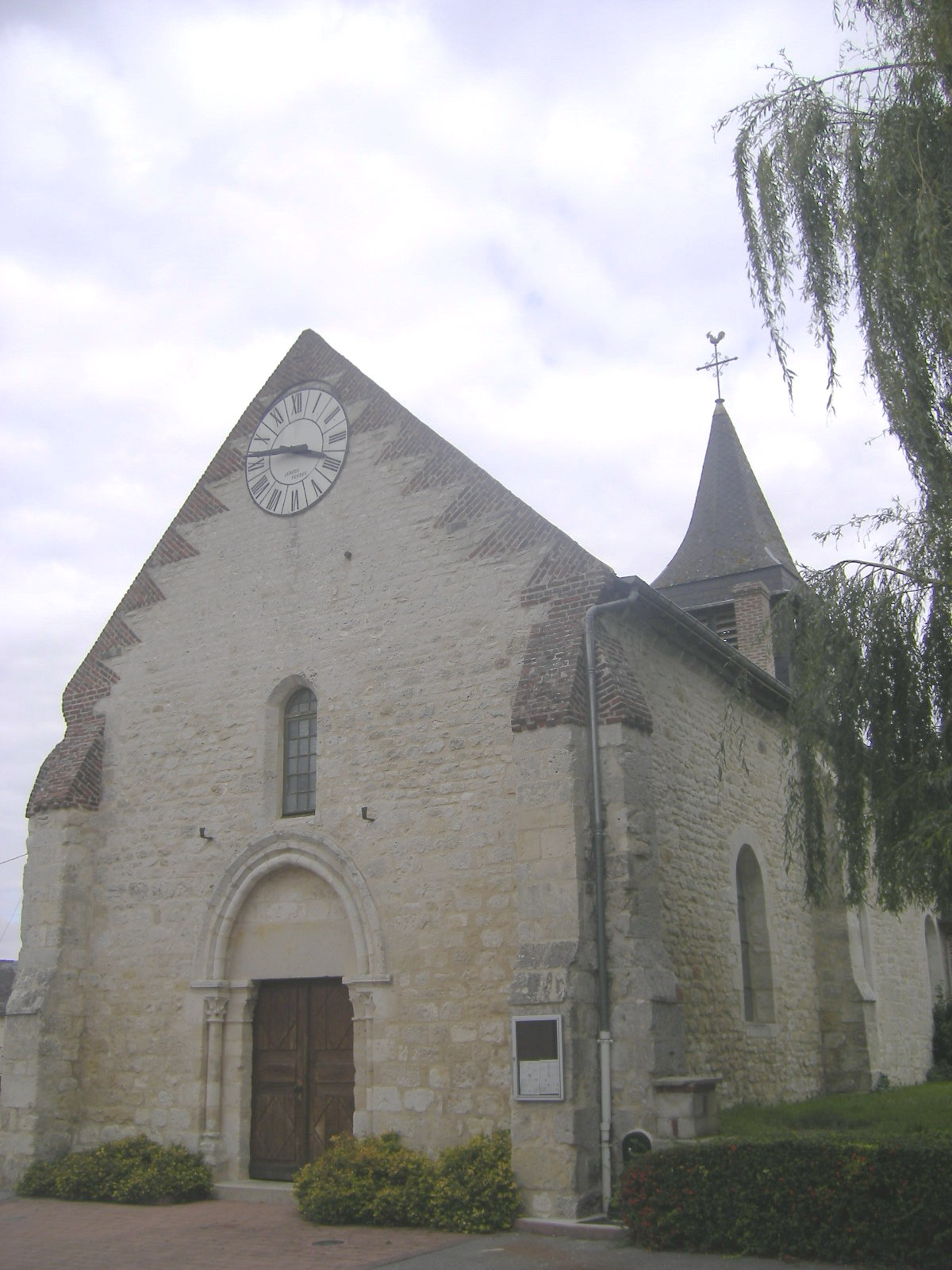
Chivres est devenue Chivres-en-Laonnois en 1922.

- Chivres est devenue Chivres-en-Laonnois en 1922 ainsi que Baulne qui prit le nom de Baulne-en-Brie la même année.
- Oigny est devenue Oigny-en-Valois en 1923.
- Vaux est devenue Vaux-en-Vermandois en 1924.
- Aubigny est devenue Aubigny-en-Laonnois en 1927.
- Torcy est devenue Torcy-en-Valois en 1932. La même année, Brancourt a pris le nom de Brancourt-en-Laonnois.
- Laval est devenue Laval-en-Laonnois en 1937 pour se distinguer de la commune homonyme, préfecture de la Mayenne.
- Barzy est devenue Barzy-en-Thiérache en 1956.
- Bohain est devenue Bohain-en-Vermandois en 1956.
- Braye est devenue Braye-en-Thiérache en 1956.
- Fresnes est devenue Fresnes-en-Tardenois en 1956.
- Le Nouvion est devenue Le Nouvion-en-Thiérache en 1956.
- Origny est devenue Origny-en-Thiérache en 1956.
- Beauvois est devenue Beauvois-en-Vermandois en 1961.
Les noms des hameaux

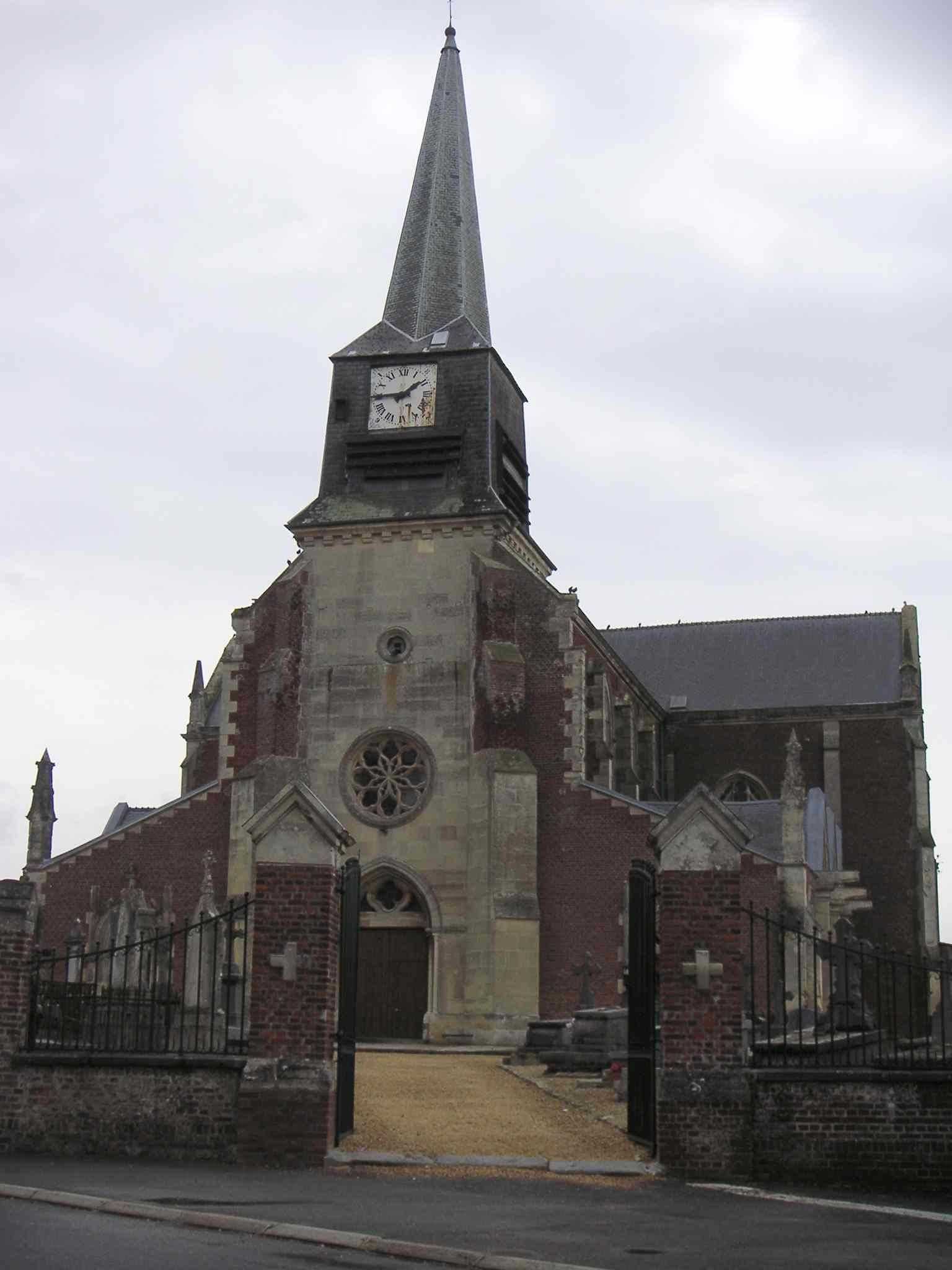
La commune de Sains a ajouté le nom du hameau Richaumont au nom de la commune pour devenir Sains-Richaumont en 1883.

- La commune de Sains est devenue Sains-Richaumont en 1883.
- La commune de Vigneux est devenue Vigneux-Hocquet en 1897.
- La commune de Martigny est devenue Martigny-Courpierre en 1910.
- La commune de Marly est devenue Marly-Gomont en 1926.
Les noms des saints des paroisses de la commune
- La commune de Rocourt est devenue Rocourt-Saint-Martin en 1898.
- La commune de Villiers-sur-Marne est devenue Villiers-Saint-Denis en 1970.
- La commune de Liesse est devenue Liesse-Notre-Dame en 1988.
Les hydronymes

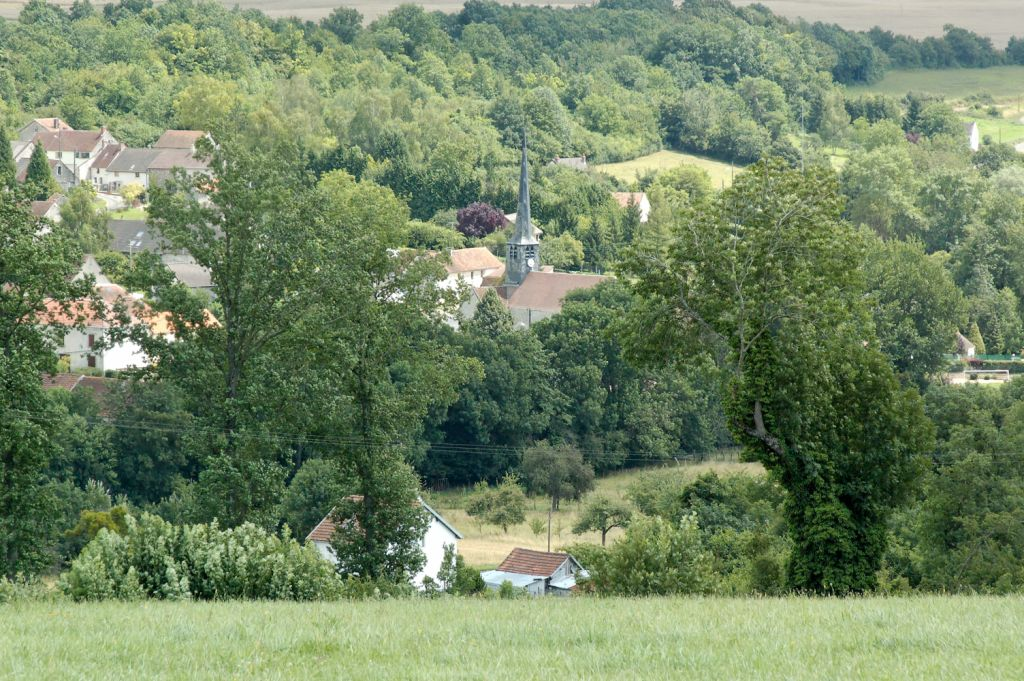
Pargny-la-Dhuys se dénommait jusqu'en 1878.

- Pargny est devenue Pargny-la-Dhuys en 1878.
- Pouilly est devenue en Pouilly-sur-Serre en 1883.
- Licy-les-Moines est devenue Licy-Clignon en 1889.
- Barzy est devenue Barzy-sur-Marne en 1891.
- Bergues est devenue Bergues-sur-Sambre en 1894 ainsi que la commune de Neufchâtel a pris le nom Neufchâtel-sur-Aisne la même année.
- Mézières est devenue Mézières-sur-Oise en 1896.
- Essommes est devenue Essômes-sur-Marne en 1908.
- Étampes est devenue Étampes-sur-Marne en 1912.
- Largny est devenue Largny-sur-Automne en 1921.
- Oigny est devenue Oigny-en-Valois en 1923.
- Neuville est devenue Neuville-sur-Ailette en 1935.

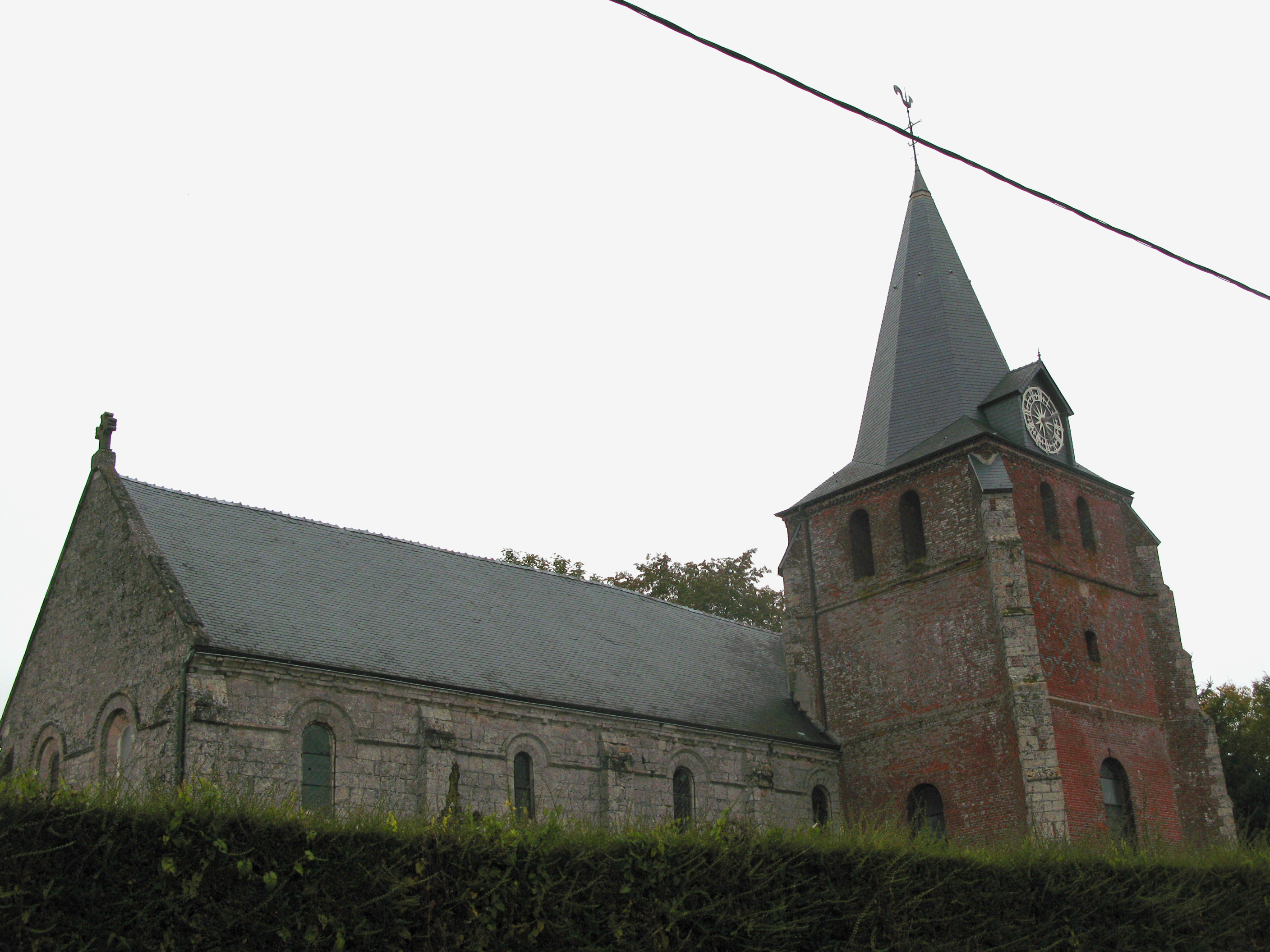
Bosmont est devenue Bosmont-sur-Serre en 1936.

- Bosmont est devenue Bosmont-sur-Serre en 1936 ainsi que la commune de Rozières a pris la dénomination de Rozières-sur-Crise.
- La Croix est devenue La Croix-sur-Ourcq en 1937 et de même que la commune d'Armentières a pris le nom d'Armentières-sur-Ourcq.
- Azy est devenue Azy-sur-Marne en 1939 ainsi que la commune de Courcelles a pris la dénomination de Courcelles-sur-Vesle.
- Bazoches est devenue Bazoches-sur-Vesles en 1943.
- Vailly est devenue Vailly-sur-Aisne en 1956.
- Tréloup est devenue Trélou-sur-Marne en 1966.
- Crouttes est devenue Crouttes-sur-Marne en 1973.
- Charly est devenue Charly-sur-Marne en 2006.

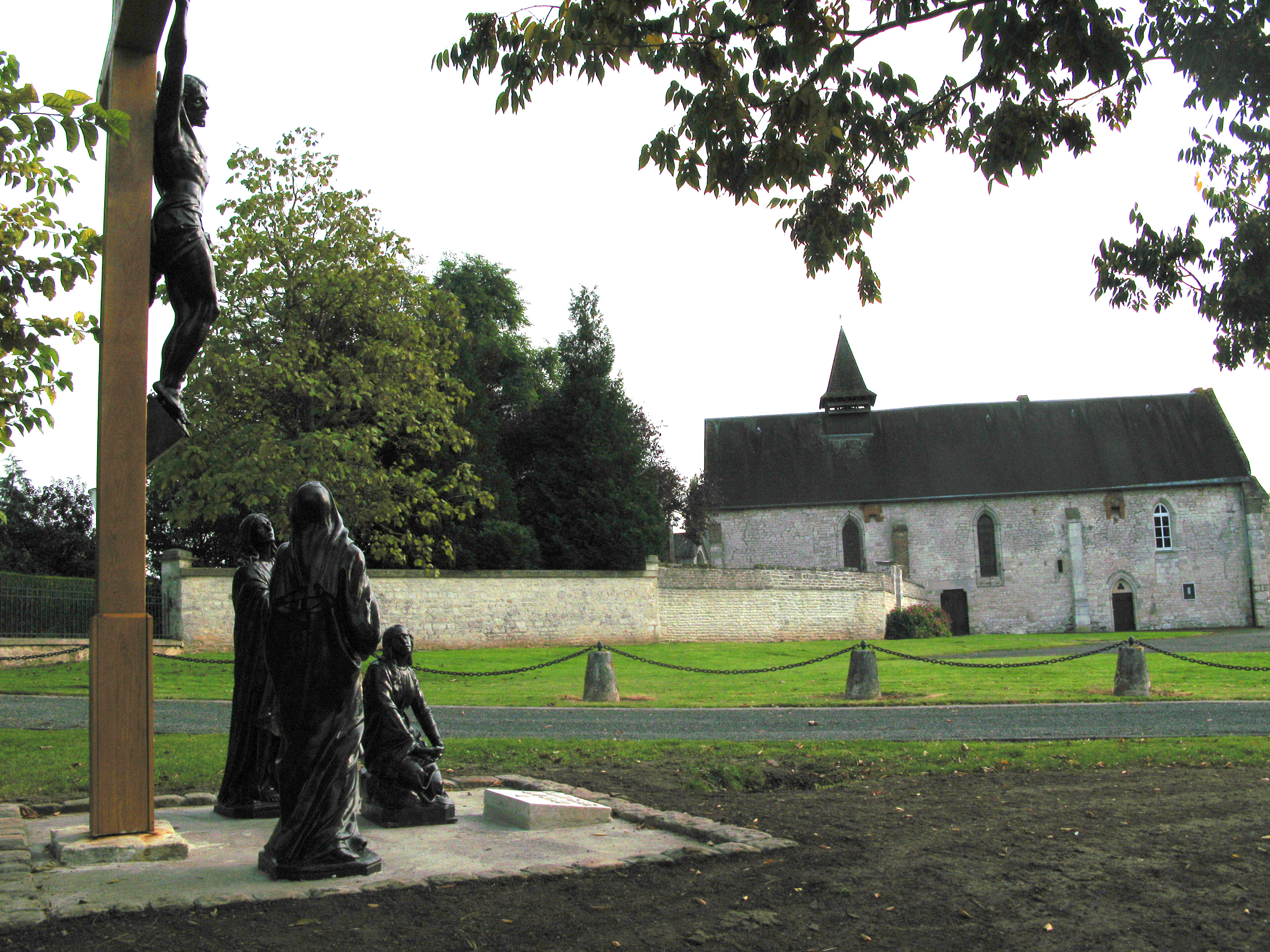
Clermont est devenue Clermont-les-Fermes en 1956.

Les noms d'origine forestière ou communes et d'origine inconnue
- Puiseux est devenue Puiseux-en-Retz en 1947.
- Brancourt est devenue Brancourt-le-Grand en 1906.
- Nesles est devenue Nesles-la-Montagne en 1913.
- Chivres est devenue Chivres-Val en 1921.
- Clermont est devenue Clermont-les-Fermes en 1956.
- Aubigny est devenue Aubigny-aux-Kaisnes en 1979.
Les noms accompagnés de nom de communes voisines

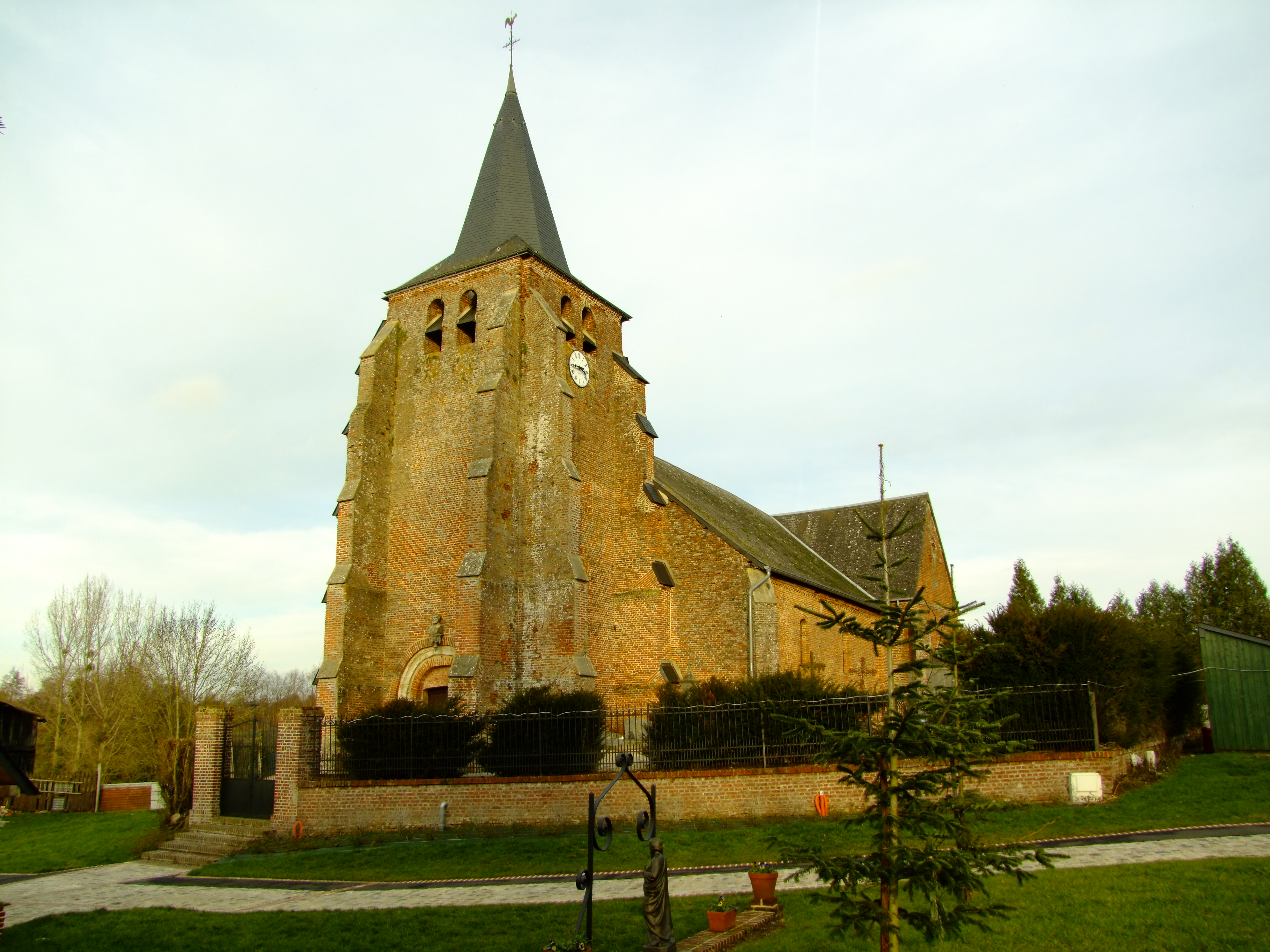
Saint-Pierre a pris le nom de Saint-Pierre-lès-Franqueville en 1930.

- Aulnois est devenue Aulnois-sous-Laon en 1888.
- Athies est devenue Athies-sous-Laon en 1897.
- Marcy est devenue Marcy-sous-Marle en 1903.
- La Celle est devenue La Celle-sous-Montmirail en 1923.
- Saint-Pierre est devenue Saint-Pierre-lès-Franqueville en 1930.
- Bruyères est devenue Bruyères-sur-Fère en 1956.
- Fontaine est devenue Fontaine-lès-Vervins en 1956.
- Leuilly est devenue Leuilly-sous-Coucy en 1956.
- Fresnes est devenue Fresnes-sous-Coucy en 2017.
Corrections syntaxiques des noms

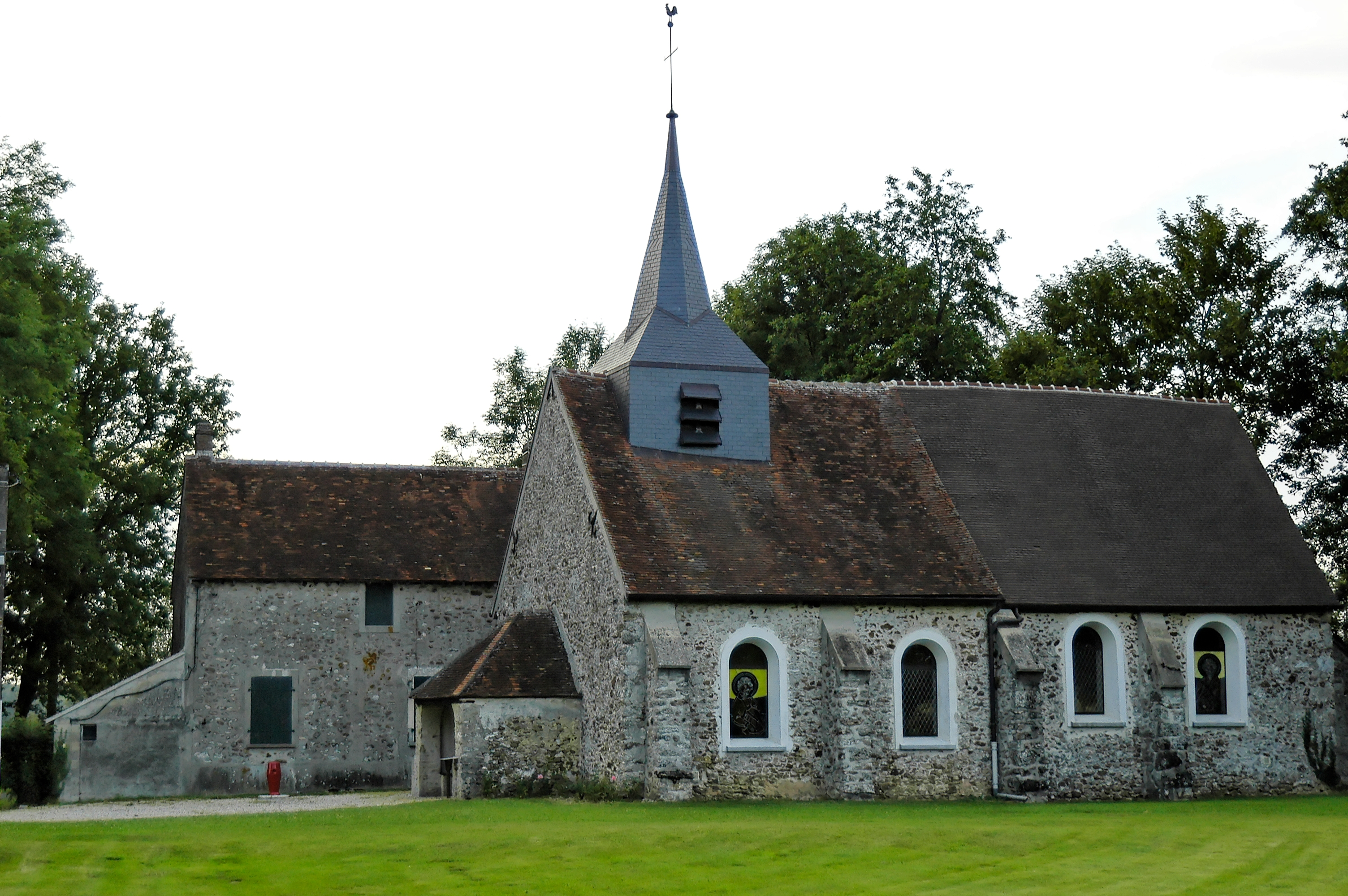
Rozoy-Bellevalle a été dénommée Rozoy-Gâtebled jusqu'en 1860.

- Rozoy-Gâtebled est devenue Rozoy-Bellevalle en 1860.
- Montigny-Carotte a pris le nom de Montigny-en-Arrouaise en 1902.
- Noyal est devenue Noyales en 1909.
- Braisne est devenue Braine en 1913.
- Bonnes a pris la dénomination de Bonnesvalyn en 1921.
- Saint-Quentin-Louvry est devenue Saint-Quentin-sur-Allan en 1930,.
- Rozoy-Grand a pris la dénomination de Grand-Rozoy, de même que Verly-Grand a pris le nom de Grand-Verly ainsi que la commune de Verly-Petit est devenue Petit-Verly en 1943.
- La Vallée-aux-Bleds est devenue La Vallée-au-Blé en 1961.
- Proizy est devenue Proisy en 1962.
- Bouconville-Vauclerc est devenue Bouconville-Vauclair en 1973.
- Vaurezis est devenue Vauxrezis en 1996.
- Le Haucourt est devenue Lehaucourt en 1998.
- Leschelles est devenue Leschelle en 2008.
- Croix-Fonsommes est devenue Croix-Fonsomme ainsi que Fonsommes est devenue Fonsomme en 2011.

## Le conseil départemental de l'Aisne

### Historique
Depuis la création du département lors de la Constituante de 1789, celui-ci est géré par une assemblée départementale appelée conseil départemental, lequel est représenté par un président et constitué de conseillers départementaux élus pour six ans dans chaque canton lors des élections départementales.
Créée par la loi du 22 décembre 1789, cette assemblée délibérante, appelée « conseil du département » est supprimée par la loi du 14 frimaire an II (4 décembre 1793), mais elle est rétablie par la loi du 28 pluviôse an VIII (17 février 1800) sous le nom de « conseil général de département ». La loi du 10 août 1871 donne au département, son statut de collectivité territoriale et son assemblée est la seule compétente dans les affaires d'intérêts départementales,. Elle est devenue conseil départemental en 2015 en raison de la loi du 17 mai 2013 recréant le conseiller départemental en remplacement du conseiller général qui a été supprimée par la loi du 16 décembre 2010 instaurant le conseiller territorial, un élu qui devait siéger à la région et au département.
Avant le renouvellement du conseil départemental de 2015, les conseillers généraux, membre du conseil général, étaient élus dans chaque canton pour six ans lors des élections cantonales mais renouvelés par moitié tous les trois ans,. Depuis ce renouvellement, les conseillers départementaux sont élus tous les six ans en binôme de sexe différent dans chaque canton,
Le président de l'assemblée départementale était depuis la création du département renouvelé chaque année. Depuis la loi du 10 août 1871, le conseil général, devenu conseil départemental en 2015, élit son président lors de chaque renouvellement des sièges de l'assemblée.
Depuis la création du poste de préfet, le préfet du département incarnait à la fois le rôle de représentant de l'État dans le département et celui de l'exécutif départemental, jusqu'à la loi de décentralisation du 2 mars 1982, dite loi Defferre tandis que le président du conseil Général n'avait alors comme unique tache que la présidence de l'assemblée départementale. Depuis la loi Defferre, le président du conseil départemental assure désormais le rôle de chef de l'exécutif départementale et de chef des services départementaux tandis que le préfet conserve que le rôle de représentant de l'État dans le département.

### Le conseil départemental
Le conseil départemental de l'Aisne a fixé son siège départemental à Laon, dans la ville haute, à proximité de l'hôtel de préfecture de l'Aisne. Le bâtiment du conseil général regroupe la direction générale des services ainsi que les directions générales adjoints chargés des affaires sociales, de l’aménagement et du développement du territoire. Le reste des services départementaux rattachés aux directions générales se situent surtout à Laon sauf pour le « laboratoire départemental d’analyses et de recherche » qui se situe à Barenton-Bugny, mais le bâtiment de ce service se situent à proximité de la sortie 13 de l'A26 et de la RN2.
Actuellement, le conseil départemental de l'Aisne est représenté par 42 conseillers départementaux relevant des 21 cantons du département,.

### Les attributions du conseil départemental
Les compétences sont réparties entre les différentes collectivités territoriales avec la Loi NOTRe du 7 août 2015.
Les principales compétences du conseil départemental concernent, :
- l'action sociale (protection de l'enfance, insertion sociale, aide aux personnes handicapées et âgées et prévention sanitaire),
- la sécurité (sapeurs-pompiers, lutte contre les incendies),
- la voirie (gestion des routes départementales et routes nationales d'intérêt local),
- l'environnement (déchèterie, stockage des déchets, eaux, assainissement),
- l'éducation (gestion du fonctionnement et des agents techniques des collèges),
- le sport (Subvention de clubs sportifs et réalisation de complexes sportifs),
- la culture (archives départementales, bibliothèque départementale de prêt, musées),
- le développement local (aides aux associations, aux communes, aux "pays").
- l'emploi et l'insertion professionnelle (gestion du RSA)

### Le budget
En 2018, son budget est établi à 514,6 millions d'euros, dont 71 % sont destinés essentiellement à l'action sociale puis 12 % à l'administration générale, suivi de 6 % à l'enseignement, de 4 % aux réseaux et infrastructures, de 4 % au service départemental d'incendie et de secours l'équipement rural, de 2 % à la culture, au sport et la jeunesse, de 1 % à l'aménagement et à l'environnement et enfin en dessous de 1 % pour le développement territorial.

## Les nouvelles formes de l'organisation territoriale du département

### Les déséquilibres démographiques
Le département de l'Aisne recense 536 136 habitants en 2016, mais la répartition de cette population est très inégale sur l'ensemble de son territoire.
Ainsi sur les 800 communes du département, 3 ont entre 5 000 et 9 999 habitants en 2016 (Bohain-en-Vermandois, Gauchy et Hirson), tandis qu'à la même date, 4 ont entre 10 000 et 19 999 habitants et 3 ont plus de 20 000 habitants, dont 1 a plus de 50 000 habitants (Saint-Quentin).
Un tiers de la population départementale, soit 33,4 %, se trouve alors dans 10 communes du département. 12,08 % de la population départementale se situe d'ailleurs dans 24 communes entre 2 000 et 4 999 habitants. 16,04 % de la population départementale est présente dans 63 communes entre 1 000 et 1 999 habitants. Sur les 800 communes, 61,52 % de la population départementale se trouvent donc dans 97 communes et 38,48 % de la population départementale est répartie dans 703 communes du département.
| Tranche de population            | Nombre de communes | Nombre d'habitants | Proportion dans la population départementale |
| -------------------------------- | ------------------ | ------------------ | -------------------------------------------- |
| 1 — Moins de 99 habitants        | 109                | 7 372              | 1,38 %                                       |
| 2 — De 100 à 199 habitants       | 194                | 28 241             | 5,27 %                                       |
| 3 — De 200 à 499 habitants       | 281                | 88 793             | 16,56 %                                      |
| 4 — De 500 à 999 habitants       | 119                | 81 849             | 15,27 %                                      |
| 5 — De 1 000 à 1 999 habitants   | 63                 | 86 021             | 16,04 %                                      |
| 6 — De 2 000 à 4 999 habitants   | 24                 | 64 760             | 12,08 %                                      |
| 7 — De 5 000 à 9 999 habitants   | 3                  | 19 937             | 3,72 %                                       |
| 8 — De 10 000 à 19 999 habitants | 4                  | 51 057             | 9,52 %                                       |
| 9 — De 20 000 à 49 999 habitants | 2                  | 53 659             | 10,01 %                                      |
| 10 — Plus de 50 000 habitants    | 1                  | 54 443             | 10,15 %                                      |

### Les 15 communautés de communes

#### Situation de l'intercommunalité depuis 2017
Au 1er janvier 2017, en raison de la loi portant nouvelle organisation territoriale de la République (Loi NOTRe) du 7 août 2015, des modifications ont affecté la carte intercommunale du département selon le SDCI établi en 2016, avec la disparition de plusieurs intercommunalités en-dessous du seuil minimum de 15 000 habitants pour la gestion d'une communauté de communes. La Loi NOTRe permet cependant des dérogations à ce seuil en cas de densité inférieure de la moyenne nationale.
Par dérogation, en raison d'une densité qui est 30 % inférieure à la moyenne nationale, les communautés de communes du Chemin des Dames, des Portes de la Thiérache et du canton d'Oulchy-le-Château sont maintenues.
Plusieurs communautés sont également regroupées. La communauté de communes de la Thiérache d'Aumale et de la communauté de communes de la Région de Guise forment dorénavant la communauté de communes Thiérache Sambre et Oise. La communauté de communes du canton de Saint-Simon et de la communauté d'agglomération de Saint-Quentin sont regroupées pour créer la communauté d'agglomération du Saint-Quentinois. La communauté d'agglomération Chauny-Tergnier-La Fère est issue du regroupement des communautés de communes des Villes d'Oyse, Chauny-Tergnier et de trois communes de la communauté de communes du Val de l'Ailette. La communauté de communes du Val de l'Ailette est également fusionnée avec la communauté de communes des Vallons d'Anizy pour créer la communauté de communes Picardie des Châteaux. La communauté de communes Retz-en-Valois est née de la fusion des communautés de communes du Pays de la Vallée de l'Aisne, Villers-Cotterêts - Forêt de Retz et de douze communes de la communauté de communes de l'Ourcq et du Clignon. Les communautés de communes du canton de Condé-en-Brie, du Tardenois et de la communauté de communes de la Région de Château-Thierry sont regroupées afin de former communauté d'agglomération de la Région de Château-Thierry avec 21 communes de la communauté de communes de l'Ourcq et du Clignon.
La communauté de communes de l'Ourcq et du Clignon est la seule communauté de communes à être dissoute et ces communes réparties entre la communauté d'agglomération de la Région de Château-Thierry avec 21 communes et la communauté de communes Retz-en-Valois avec 12 communes. La communauté de communes de l'Est de la Somme, créée également au 1er janvier 2017 par le regroupement des communautés de communes du Pays Hamois et du Pays Neslois, incorpore toujours une seule commune axonaise.
Ainsi, le département de l'Aisne regroupe 15 communauté de communes et 5 communautés d'agglomération. En 2019, les 15 communautés de communes regroupent 249 421 habitants selon le recensement de 2016 répartis sur 560 communes et sur 5 309,45 km2.
| Rang                                                      | Communauté de communes     | Population (hab.)    | Nombre de communes |
| --------------------------------------------------------- | -------------------------- | -------------------- | ------------------ |
| 1                                                         | Pays du Vermandois         | 31 298               | 54                 |
| 2                                                         | Retz-en-Valois             | 29 594               | 54                 |
| 3                                                         | Thiérache du Centre        | 26 531               | 68                 |
| 4                                                         | Trois Rivières             | 21 510               | 26                 |
| 5                                                         | Champagne Picarde          | 20 940               | 46                 |
| 6                                                         | Val de l'Aisne             | 20 302               | 58                 |
| 7                                                         | Picardie des Châteaux      | 17 362               | 36                 |
| 8                                                         | Thiérache Sambre et Oise   | 17 060               | 36                 |
| 9                                                         | Val de l'Oise              | 16 158               | 32                 |
| 10                                                        | canton de Charly-sur-Marne | 15 744               | 21                 |
| 11                                                        | Pays de la Serre           | 14 621               | 42                 |
| 12                                                        | Portes de la Thiérache     | 7 056                | 30                 |
| 13                                                        | canton d'Oulchy-le-Château | 5 705                | 26                 |
| 14                                                        | Chemin des Dames           | 5 457                | 30                 |
| Intercommunalité dont le siège est situé hors département |                            |                      |                    |
| 15                                                        | Est de la Somme            | 20 483 Fraction : 83 | 41 Fraction : 1    |

#### Situation de l'intercommunalité antérieure à 2017
- Situation de l'intercommunalité en 2013 et 2014

En raison de la loi du 16 décembre 2010, l'Aisne s'est doté d'un schéma départemental de coopération intercommunale (SDCI) en décembre 2011 afin de rationaliser la carte de l'intercommunalité en obligeant les dernières communes non-adhérentes à un établissement public de coopération intercommunale à adhérer.
L'Aisne compte alors 28 établissement public de coopération intercommunale (EPCI), dont 3 communauté d'agglomération et 25 communautés de communes au 1er janvier 2014. Une seule communauté de communes, celle du Pays Hamois, a un territoire en dehors du département, mais elle comprend la commune axonaise de Pithon. La communauté de communes de la Vallée de l'Oise et la communauté de communes du Val d'Origny sont regroupées pour former la communauté de communes du Val de l'Oise. Ce sont les deux seules intercommunalités à fusionner.
Selon le SDCI établi en 2011, 19 communes ne sont pas encore adhérentes à un EPCI. 12 communauté de communes s'étendent pour le 1er janvier 2014 afin d'intégrer ces 19 communes. Ces extensions des EPCI ont lieu en deux temps, d'abord au 1er janvier 2013 avec l'intégration de 12 communes et enfin au 1er janvier 2013 avec l'intégration de 7 communes.
Pour établir une discontinuité territoriale d'une communauté de communes, celle du canton de Condé-en-Brie, les limites entre les communes de La Celle-sous-Montmirail et Vendières sont modifiées par décret du 22 novembre 2013.
- Situation de l'intercommunalité antérieure à 2013 et 2014

Au 31 décembre 2012, l'Aisne comprend 29 établissement public de coopération intercommunale, dont 3 communauté d'agglomération et 26 communautés de communes. La communauté de communes du Pays Hamois s'étend dans l'Aisne avec l'adhésion de la commune de Pithon en 2009.
Sur les 816 communes du département au 31 décembre 2012, 799 communes sont adhérentes à un EPCI soit 97,9 % des communes et 19 communes sont non-adhérentes. L'Aisne s'est dotée rapidement de structures intercommunales à partir de 1992. Sur les 29 établissement public de coopération intercommunale, 7 ont été créés en 1992 puis 2 en 1993, 4 en 1994, 7 en 1995, 1 en 1996, ensuite 3 en 1997, 4 en 1999 et 1 en 2001.
Ces créations de communauté de communes ont été favorisées par la loi du 6 février 1992 relative à l’administration territoriale de la République, qui a créé cette nouvelle forme d’intercommunalité à fiscalité propre. La communauté de communes est, au début, clairement orientée vers le développement local dans les deux compétences obligatoires que sont l’aménagement de l’espace et le développement économique et touristique.

### Les 5 communautés d’agglomération
Sur les vingt structures intercommunales, cinq communautés d'agglomération sont également organisées sur le territoire départemental depuis le 1er janvier 2017.
La communauté d'agglomération est créée par la loi relative au renforcement et à la simplification de la coopération intercommunale, dite loi Chevènement, du 12 juillet 1999 afin de remplacer des structures intercommunales existantes que sont les districts et les communautés de ville et d'élargir les compétences des communautés de communes. Cette structure est réservée initialement aux groupement intercommunaux de plus de 50 000 habitants avec une commune centre de plus de 15 000 habitants. Progressivement ce seuil et les conditions d'accès vont être abaissée par la loi du 16 décembre 2010, la loi du 17 mai 2013 et la loi de modernisation de l'action publique territoriale et d'affirmation des métropoles (loi MAPTAM) du 27 janvier 2014).
Deux communautés d'agglomération naissent ainsi en 1999 dans le département. La communauté d'agglomération de Saint-Quentin est créée avec Saint-Quentin et 19 communes de sa région et elle a été la structure intercommunale la plus importante du département. La communauté de communes du Soissonnais est transformée en communauté d'agglomération du Soissonnais avec l'acquisition du statut de communauté d'agglomération.
La communauté d'agglomération du Soissonnais, devenue GrandSoissons Agglomération en 2018, est la plus ancienne des communautés d'agglomération du département. Elle est centrée autour de Soissons et de 27 communes de sa région et elle est la quatrième structure intercommunale du département.
Avec la loi 17 mai 2013, introduisant un seuil dérogatoire pour la création d'une communauté d'agglomération incluant le chef-lieu du département, la communauté de communes du Laonnois est transformée le 1er janvier 2014 en Communauté d'agglomération du Pays de Laon. Elle est la troisième communauté d'agglomération à être créée dans le département. Elle est centrée autour de Laon et de 37 communes de sa région et elle est la cinquième structure intercommunale du département.
Au 1er janvier 2017, trois communautés d'agglomération sont créées dans le département avec la refonte de la carte intercommunale en application de la loi NOTRe.
La communauté d'agglomération de Saint-Quentin disparaît et elle est remplacée par la communauté d'agglomération du Saint-Quentinois regroupant l'ancien communauté d'agglomération de Saint-Quentin et la communauté de communes du canton de Saint-Simon. Elle regroupe 39 communes et elle reste la structure intercommunale la plus importante du département.
La communauté d'agglomération Chauny-Tergnier-La Fère remplace les anciennes communautés de communes de Chauny-Tergnier, des Villes d'Oyse et inclut aussi trois communes de la communauté de communes du Val de l'Ailette. Elle regroupe 48 communes et incorpore Chauny, Tergnier et La Fère, des communes importantes du département. Elle est la seconde structure intercommunale en termes de population du département.
La communauté d'agglomération de la Région de Château-Thierry remplace les anciennes commuanutés de communes de la Région de Château-Thierry, du canton de Condé-en-Brie et de lau Tardenois avec intégration de vingt-et-une communes de la communauté de communes de l'Ourcq et du Clignon. Elle regroupe 87 commune et centrée autour de Château-Thierry. Elle est la troisième structure intercommunale en termes de population du département, mais elle est la plus étendue des communautés d'agglomération du département.
En 2019, ces cinq communautés d'agglomération regroupent 286 715 habitants, soit 53,48 % de la population départementale, selon le recensement de 2016, réparties sur 240 communes et sur 2 055,41 km2.
| Rang | Communauté de communes      | Population (hab.) | Nombre de communes |
| ---- | --------------------------- | ----------------- | ------------------ |
| 1    | Saint-Quentinois            | 81 489            | 39                 |
| 2    | Chauny-Tergnier-La Fère     | 55 732            | 48                 |
| 3    | Région de Château-Thierry   | 54 092            | 87                 |
| 4    | GrandSoissons Agglomération | 52 143            | 28                 |
| 5    | Pays de Laon                | 43 259            | 38                 |

### Les 4 pôles d'équilibre territorial et rural et les 6 «Pays» de l'Aisne
L'Aisne comprend six « Pays » et quatre pôle d'équilibre territorial et rural sur son territoire.

#### Les 6 «Pays» de l'Aisne
Créé par la loi du 4 février 1995 d'orientation pour l'aménagement et le développement du territoire, dite loi Pasqua, le « Pays » reçoit un statut renforcé par la loi du 25 juin 1999 d'orientation pour l'aménagement et le développement durable du territoire, dite « loi Voynet » ou « LOADDT ».
Le « Pays » est un territoire de projet caractérisé par une « cohésion géographique, économique, culturelle ou sociale ». Les communes et les communautés de communes d'un « Pays » peuvent se doter d'une charte, définissant des projets communs pour le territoire, et d'une structure appelée le syndicat mixte de pays. Il permet de recevoir des fonds départementaux, régionaux, nationaux et européens pour divers projets définis dans la charte. Il apporte aux communes les moyens nécessaires à la mise en place de véritables projets de développement locaux.
Pour le département de l'Aisne, six périmètres sont définis par la loi Pasqua de 1995, confirmée par la loi Voynet de 1999 :
1. le pays Chaunois, syndicat mixte créé en 2006, regroupant 69 communes et 3 communautés de communes avec 67 500 habitant[238]
2. le « Grand Laonnois », pays regroupant 174 communes et 93 200 habitant. Son territoire est centré autour de la ville de Laon qui maille l'espace rural de ce pays[239].
3. le « Saint-Quentinois », pays doté d'une charte entre les SDCI et les communes du territoire. Il regroupe 126 communes et 138 300 habitant[240].
4. le Soissonnais, pays doté en 2005 d'une charte par les SDCI du territoire. Il regroupe 155 communes et compte 103 600 habitants[241].
5. le pays du Sud de l'Aisne, syndicat mixte de pays créé en 2002 et doté d'une charte en 2005, regroupant les communes du sud du département autour de la ville de Château-Thierry[242].
6. le pays de Thiérache, syndicat mixte créé en 2004, regroupant 159 communes et 4 communautés de communes avec 76 000 habitant[243].

Ce statut de « Pays » et la possibilité de création de nouveaux « Pays » est supprimée par la loi du 16 décembre 2010. Les structures et les accords sont cependant maintenus.

#### Les 4 pôles d'équilibre territorial et rural
La loi de modernisation de l'action publique territoriale et d'affirmation des métropoles du 27 janvier 2014 crée une nouvelle forme de coopération intercommunale avec le pôle d'équilibre territorial et rural, un syndicat mixte regroupant plusieurs établissements publics de coopération intercommunale de moins 100 000 habitants sauf pour les régions frontalières où le seuil est abaissé à moins de 50 000 habitants.
Cette nouvelle structure vise à remplacer les « Pays » créés par la loi Pasqua de 1995 et supprimées par la loi du 16 décembre 2010. Elle peut élaborer des projets de territoire dans le développement économique, écologique, culturel et social en vertu de l'article L. 5741-1. Elle comporte deux organes obligatoire, un conseil syndical, réunissant les membres des EPCI et une conférence des maires, composée des maires des communes membres des EPCI.
Avec la création de ce nouveau statut, deux Pays, définis selon la loi Pasqua de 1995 et doté d'un syndicat mixte deviennent en 2014 des PETR.
Le pays de Thiérache, à l'origine un syndicat mixte de pays, devient un PETR par arrêté préfectoral du 27 octobre 2014. En 2019, le pays de Thiérache compte 4 établissements publics de coopération intercommunale membres, incluant 160 communes, avec une population de 72 157 habitants selon le recensement de 2016, sur un territoire de 1 657,80 km2.
L'union des communautés de communes du sud de l'Aisne (UCCSA), à l'origine un syndicat mixte de pays, devient un PETR par arrêté préfectoral du 21 novembre 2014. En 2019, l'UCCSA compte 2 établissements publics de coopération intercommunale membres, incluant 108 communes, avec une population de 69 836 habitants selon le recensement de 2016, sur un territoire de 1 115,15 km2.
En 2018, le syndicat mixte réunissant les 3 établissements publics de coopération intercommunale samariennes du « Pays Santerre Haute Somme », devient le 1er janvier 2018 un PETR appelée Cœur des Hauts de France. Ce PETR comprend toujours, en 2019, 3 établissements publics de coopération intercommunale membres, incluant 145 communes, dont une commune axonaise, avec une population de 66 807 habitants selon le recensement de 2016, sur un territoire de 1 022,25 km2.
En 2019, un PETR, dénommé pôle d’équilibre territorial et rural du Soissonnais et du Valois, est créé le 1er janvier 2019, par arrêté préfectoral du 5 décembre 2018, en remplacement du pays du Soissonnais défini par la loi Pasqua de 1995. Ce PETR réunit 4 établissements publics de coopération intercommunale membres, incluant 166 communes, avec une population de 107 744 habitants selon le recensement de 2016, sur un territoire de 1 343,38 km2.
Le seul syndicat mixte de pays encore existant dans l'Aisne, celui du pays Chaunois, n'a pas le statut de PETR.

#### Articles sur l'administration territoriale du département
- Communes de l'Aisne
- Cantons de l'Aisne
- Arrondissements de l'Aisne
- Liste des intercommunalités de l'Aisne
- Liste des circonscriptions législatives de l'Aisne

#### Articles sur l'histoire du département
- Histoire de l'Aisne
- Liste des anciennes communes de l'Aisne

#### Article sur la population du département
- Démographie de l'Aisne